# Prism (álbum)
Prism (estilizado como PRISM) es el cuarto álbum de estudio de la cantante estadounidense Katy Perry, publicado el 18 de octubre de 2013 por el sello discográfico Capitol. El disco contó con varios productores como Dr. Luke, Max Martin, Benny Blanco, StarGate y Greg Wells —quienes habían trabajado con la artista en su anterior disco Teenage Dream—. Perry coescribió todas las canciones, con la ayuda de Bonnie McKee, Emeli Sandé, Sia Furler y Lukasz Gottwald, entre otros. Asimismo, apareció como artista invitado el rapero estadounidense Juicy J, quien colaboró en un verso de la canción «Dark Horse». Originalmente Perry planeó crear un material «más oscuro»; pero durante su desarrollo cambió de idea porque se sintió «muy prismática» al inspirarse en el libro The Power of Now. En cuanto al sonido, algunos comentaristas indicaron que está muy influenciado por el pop sueco de los años 1990.
El álbum recibió revisiones mixtas de parte de los críticos. En el sitio web Metacritic, obtuvo 61 puntos sobre 100. Algunos críticos apreciaron madurez de la artista en este álbum, del cual elogiaron la primera mitad por tener temas más alegres, entre los que destacaron «Roar», «Birthday», «This Is How We Do» y «Walking on Air». Según Jason Lipshutz de Billboard, «Prism será recordado precisamente por generar dos éxitos, “Roar” y “Dark Horse”» y reconoció que se acercó mucho al éxito que tuvo Teenage Dream. El disco estuvo nominado al mejor álbum de pop vocal en los Premios Grammy y álbum internacional del año en los Premios Juno de 2015. Por otro lado, tuvo un buen recibimiento en las listas musicales, ya que obtuvo la número uno en Australia, Canadá, Escocia, Estados Unidos, Irlanda, Nueva Zelanda, Reino Unido y Taiwán. Sumado a eso, figuró entre los primeros diez puestos en más de veinte listados de territorios diferentes. Según el reporte anual de ventas de la International Federation of the Phonographic Industry (IFPI), el disco vendió 5.8 millones de unidades en 2013, lo que lo convirtió en el sexto más vendido del año y el primero por una artista femenina.
Del álbum fueron lanzados cinco sencillos, de los cuales «Roar» y «Dark Horse» que se situaron en la posición 1 del Billboard Hot 100 de Estados Unidos; y debido a sus altas ventas se catalogan como unos de los sencillos más vendidos en el mundo. Además, recibieron varios discos de oro y platino por diferentes organismos certificadores. Por otra parte, «Unconditionally», «Birthday» y «This Is How We Do» tuvieron una recepción moderada, pero aun así lograron entrar en las primeras veinte posiciones de múltiples listas musicales, de la misma manera que «Walking on Air», que simplemente fue un sencillo promocional del disco. Para complementar la promoción, la artista se presentó en varios programas de televisión, ceremonias de premiación y festivales. A su vez en junio de 2014, Perry se embarcó en su tercera gira musical titulada The Prismatic World Tour, y realizó conciertos en Europa, Norteamérica y Oceanía; la gira culminó a mediados de octubre de 2015 en Latinoamérica. Perry también interpretó algunas canciones del álbum en el espectáculo de medio tiempo del Super Bowl XLIX, que llevó a cabo el 1 de febrero de 2015 en el Estadio de la Universidad de Phoenix, en Glendale, Arizona, al que en ese entonces consideró como «el evento más grande de su carrera».

## Antecedentes y desarrollo

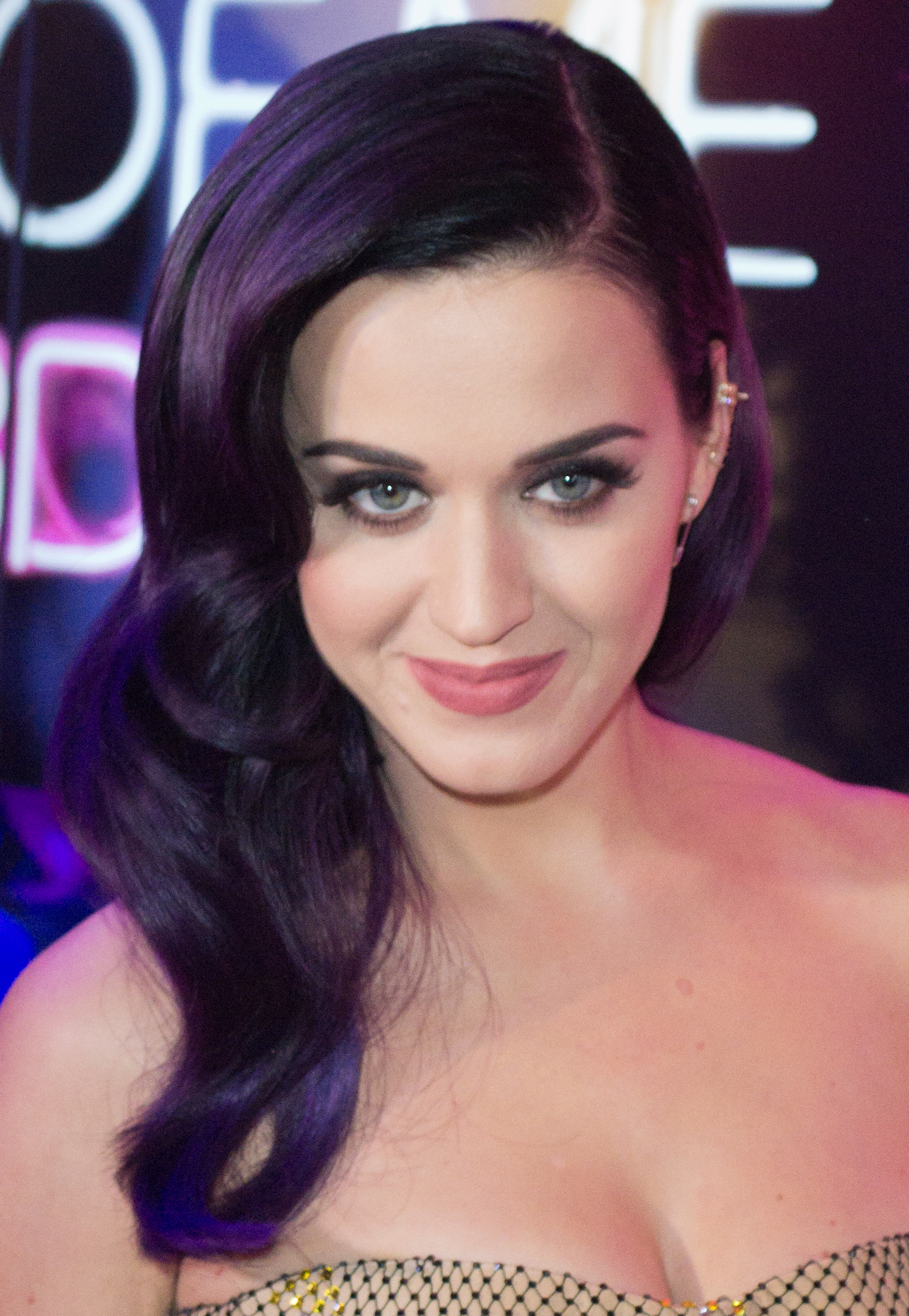
En agosto de 2013, Perry (foto) le mencionó a un reportero de MTV News que Prism no sería tan oscuro como rumoreaban sus admiradores y los medios de comunicación, sino que estaría lleno de luz y reflexiones.

A mediados de diciembre de 2011, Perry afirmó: «sé que ustedes [los fans] quieren un nuevo disco; pero tengo que vivir un poco para que todas las canciones sean dignas de escuchar, creo que tal vez vaya a pensar solo en disfrutar la Navidad y el año nuevo». Además confirmó que iba a pasar algo de tiempo con su entonces marido, Russell Brand, y que no tenía planes de volver al estudio de grabación. Sin embargo, el 31 de ese mismo mes Brand le pidió el divorcio y finalizaron su unión a inicios de marzo de 2012. En ese entonces, la artista había cambiado de idea y durante el lanzamiento del sencillo «Part of Me», perteneciente a Teenage Dream: The Complete Confection —reedición de Teenage Dream—, expresó que no quería hacer algo parecido a su tercer álbum y que llevaría su nuevo trabajo hacia una nueva dirección; ni siquiera sabía si sería capaz de recrear algo similar a su último éxito. En varias entrevistas comentó: «creo que sería bastante estúpido tratar de rehacer este último disco. Tal vez necesite tiempo para hacer algo que sea diferente, que no se pueda comparar. Tengo la impresión de que seré criticada, independientemente de lo que haga, por lo que lo mejor es que me dedique a algo que me apasione», e indicó que iba a probar algo diferente sin importar quien no estuviera de acuerdo. Mencionó que «no estaba buscando superarse a sí misma» y que tenía «mucho que decir» en Prism, sin llegar al autosabotaje al grabar un disco loco que nadie entendiera. El nuevo álbum tendría un estilo musical diferente, que describió como «tremendamente oscuro», y agregó que nunca volverían a verle el rostro porque su cabello estaría sobre él.
| «Cuando estoy en medio de las grabaciones, a veces dudo de mi misma, entonces vuelvo al estudio y me concentro en escribir, lo que me hace recordar que el verdadero aceite esencial de lo que soy, viene burbujeando hacia arriba y me recuerda que siempre ha estado dentro de mí, que nadie puede quitarme esto, no importa qué comentario hagan. Todo va a estar ahí porque es para lo que nací y es para lo que he trabajado toda mi vida.» —Katy Perry en una entrevista para L'Uomo Vogue. |

En su opinión, el cambio de estilo musical «era ineludible, después de lo que he pasado [con Brand]. Si tuviera una máquina del tiempo y pudiera regresar, lo haría. Pero no puedo hacerlo, así que descubriré otra parte de mi». En noviembre, cuando Billboard la eligió como la Mujer del Año, mencionó que tenía un montón de ideas y canciones para su próximo trabajo discográfico e incluso reveló haber escrito mucho más de lo que podría entrar al álbum y que sabía qué cubierta tendría. Hasta ese entonces, todo estaba preparado para trabajar en él; sin embargo, no había ingresado al estudio de grabación para culminarlo. Según Perry, no tenía intenciones de superarse a sí misma por lo que hizo en One of the Boys y Teenage Dream, y sostuvo: «sé exactamente lo que quiero para el disco... Es como pintar el cuarto del bebé de azul antes de saber el sexo, de hecho, sé que será un varón. Pero tengo que dejar que la música tome forma primero. Ya sé hasta cómo será la gira. Voy a ser muy feliz si la visión que tengo en mente se cumple. Pero primero tengo que “honrar” la música». Para abril de 2013 había finalizado la mitad del disco, con siete canciones completadas, entre ellas una titulada «Double Rainbow», y había seleccionado a sus colaboradores.
El primer tema que compuso para Prism fue «By the Grace of God», en donde detalla sus «pensamientos suicidas» luego de la ruptura de su matrimonio con Brand, algo que la incitó a crear un disco oscuro, pero cambió de idea y decidió canalizar su dolor. De acuerdo con sus declaraciones, cuando compuso la canción estaba «en un lugar diferente, más oscuro» y estaba «buscando respuestas» respecto a su matrimonio fracasado. En los MTV Video Music Awards 2013, Perry explicó que en Prism no había «ninguna oscuridad» y que definitivamente tenía «algunas texturas y colores»; posteriormente relató que cuando dijo que iba a crear un álbum «oscuro» estaba pasando por una etapa diferente, pero que en realidad dejó «entrar la luz» en ella y eso a la vez influyó en el álbum. Una de las compositoras del disco, Bonnie McKee dijo que Prism era «diferente» a los anteriores álbumes de Perry y que la había ayudado en la composición de tres o cuatro de sus canciones; luego dijo:

«Creo que es un poco más maduro e interesante. Me emociona que el mundo lo escuche, porque ella está adoptando un nuevo enfoque. Y no quiero decir mucho sobre el disco, pero definitivamente es diferente. Es absolutamente más maduro que el ‘California Gurls’ de ayer.»
Bonnie McKee 

## Composición y grabación

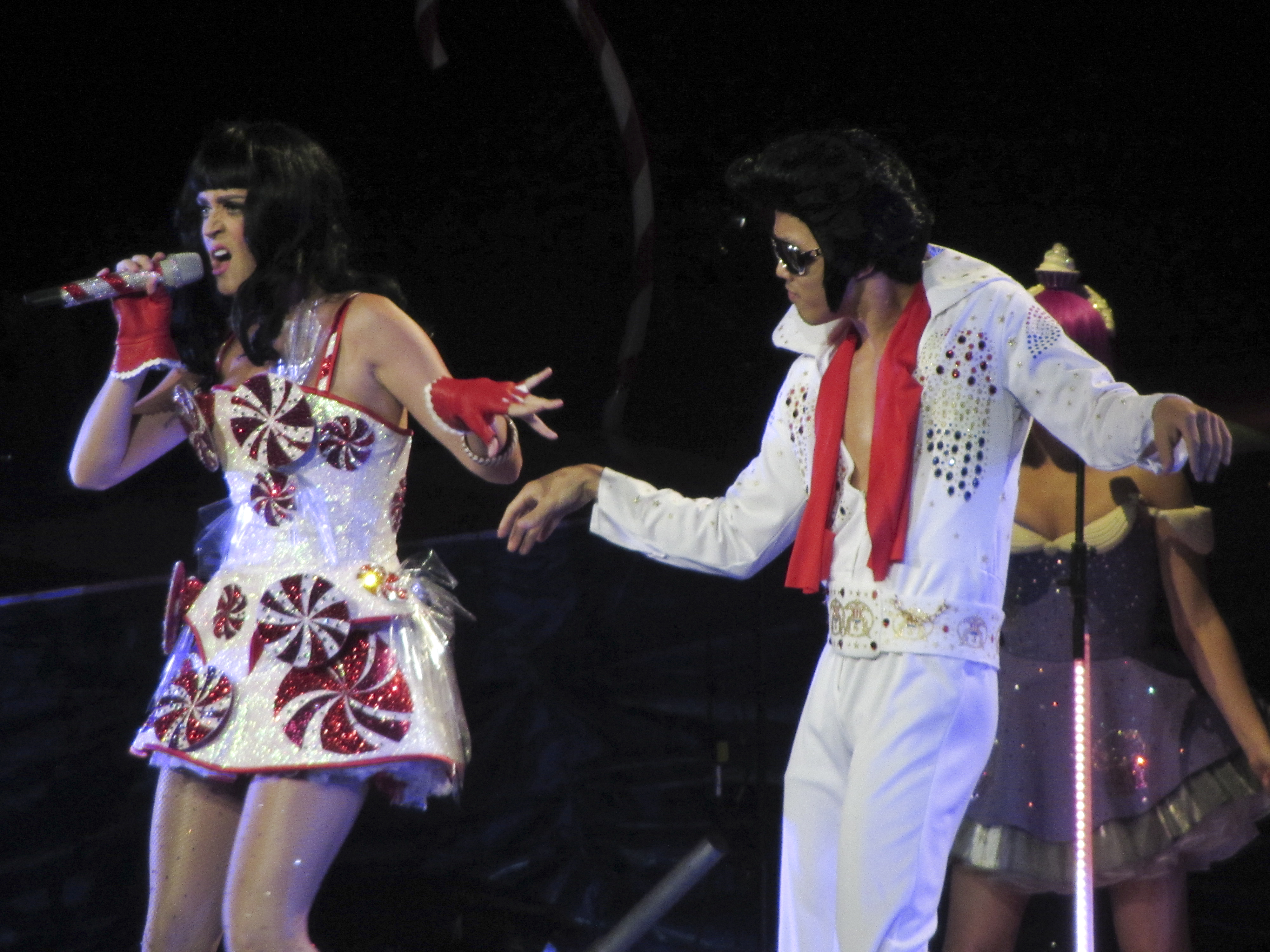
Según Perry, el desarrollo de Prism comenzó cuando estaba embarcada en su segunda gira musical California Dreams Tour (2011–12).

Buena parte del desarrollo de Prism comenzó cuando la artista estaba embarcada en su segunda gira musical California Dreams Tour (2011-12). Ella grababa fragmentos de ideas en la aplicación dictáfono de su iPhone y un asistente transcribía los archivos de audio y los guardaba.
En noviembre de 2012, mientras trabajaba con Greg Wells y Greg Kurstin, notó que todavía estaba en un «lugar oscuro» y que no había «dejado entrar la luz». Luego de un viaje humanitario a África, en el que reconoce que puso «sus prioridades en perspectiva» y que la había llevado a «trabajar más en sí misma», sintió que estaba preparada para reanudar la grabación y se reunió con Dr. Luke, Bonnie McKee y Cirkut —productores y compositores de su anterior disco— en Santa Bárbara, California. Posteriormente viajó a Estocolmo, Suecia donde trabajó con el productor escandinavo Max Martín en lo que Perry denominó «poner la guinda en la torta». También contactó con otros productores y compositores como Stargate, Bloodshy, Benny Blanco, Jonatha Brooke y Sia Furler. Cabe destacar que Sia inicialmente había escrito «Pretty Hurts» para Perry y se la envió por medio de su correo electrónico; sin embargo, esta nunca se percató de su existencia. Luego se la ofreció a Rihanna y finalmente decidió enviársela a Beyoncé, quien supo al instante que quería grabarla con el fin de incluirla en su quinto álbum de estudio, Beyoncé, que en ese entonces estaba en desarrollo. Para la composición Perry se inspiró en un vídeo de seis minutos que trata acerca de la guía espiritual The Power of Now, al respecto comentó que «cuando pierdes algo todos tus cimientos se derrumban; pero deja un gran hueco que está abierto para lograr algo grande».
En abril de 2013, Perry comentó que el álbum estaba casi culminado. Según la artista, Wells le permitió «vomitar palabras», Max y Dr. Luke le empujaron a dar más y la colaboración con Bonnie McKee fue «como una sesión de abuso emocional» porque discutían constantemente acerca de las letras como si estuvieran luchando en un cuadrilátero. Respecto al rapero Juicy J, Perry le pidió a Dr. Luke que contactara al rapero Juicy J para colaborara en «Dark Horse» y a mediado de septiembre de 2013, Juicy J brindó detalles de la grabación a MTV News, comentando que «ella es muy profesional... es una gran persona. Cantó el verso que hice en esa canción. Es realmente un genio... Es muy práctica con su música, conoce la música a fondo». Prism fue grabado principalmente en Santa Bárbara, California y Suecia, Estocolmo. Posteriormente Serban Ghenea lo mezcló en el MixStar Studios, ubicado en Virginia Beach y Chris Gehringer finalizó su masterización en Sterling Sound en Nueva York. En noviembre de 2014, Perry comentó que las canciones son «momentos de la vida real» y que solamente pudo componer «autobiográficamente». Al mismo tiempo sostuvo que colocaba «la evidencia en la música», haciendo alusión al nexo que mantuvo con Rusell Brand. Concluyó que si querían saber la «verdad acerca de las cosas», que escucharan las canciones. En agosto de 2013, la artista reveló que había dejado entrar la luz, y que esto «influyó en todas las canciones», asimismo indicó que en el disco había una «gran cantidad de luz, esperanza, amor y narrativa». Al mismo tiempo relató que 
este disco era más personal que su Teenage Dream. Posteriormente, agregó que «Prism es más orgánico, al natural, vulnerable y sincero; pero aún tiene la misma cantidad de diversión que Teenage Dream».

## Contenido musical
Prism está principalmente inspirado en el pop sueco  con elementos del teen pop y el dance pop. Al igual que su disco antecesor incluye el hip hop, el electropop, dance y el power pop; principalmente la música de los años 1980 y 90 influye en sus temas. Asimismo, la artista tomó como numen su divorcio con el comediante Russell Brand  y el amorío que mantuvo con el cantante John Mayer, por lo cual el álbum aborda asuntos como las rupturas, el amor propio, el autoempoderamiento, la introspección y vivir el momento en una realidad tumultuosa. Perry contó a Matt Diehl, de Billboard, que en realidad se había inspirado «en un corto de seis minutos [hecho] por Eckhart Tolle que habla sobre la pérdida» espiritual, haciendo mención al libro The Power of Now. La visita humanitaria que realizó a África también influyó en el trabajo.
| «Dejé [entrar] una gran cantidad de luz en mí durante la primavera de este año, que es cuando hice la mayor parte del álbum y está presente [la luz] en mis canciones en una manera muy positiva. Puedes decir que me estoy divirtiendo y tomando riesgos musicalmente con las diferentes texturas que estoy mostrando en las canciones. Creo que las personas pueden adoptar algunos mensajes de los himnos o hacerlos propios.» —Katy Perry en una entrevista hablando acerca del contenido lírico y musical de Prism. |

Aunque no presenta la etiqueta Parental Advisory, la organización estadounidense Common Sense Media lo consideró apto para preadolescentes (doce años) en adelante y detalló «lo que los padres necesitan saber» evaluando varios criterios del uno al cinco. En «mensajes positivos» le asignaron dos puntos y recomendaron «Roar», «Unconditionally», «Love Me», «By the Grace of God» y la pista de la edición de lujo «It Takes Two». En «modelos de roles positivos» lo puntuaron con dos de cinco y entre los temas destacaron «Roar», «Love Me» y «It Takes Two» por tener «letras positivas y mensajes alentadores», que presentan a Perry como «un buen modelo para los niños». Si bien no encontraron «violencia» en Prism, le otorgaron tres puntos en «sexo» y explicaron que «hay una buena cantidad de contenido lírico erótico», principalmente en «Birthday», «Walking on Air» y «Dark Horse». Por otro lado, en «lenguaje» lo calificaron con un punto, notando que en «Dark Horse» Juicy J, colaborador de la canción, solamente dice una mala palabra. Al mismo tiempo registraron varias palabras en «Spiritual» que consideraron no aptas para cierto público. En «consumismo» advirtieron que «This Is How We Do» habla sobre Maserati entre otras cosas, mientras que en «International Smile» menciona la marca de gafas de sol Ray-Ban. En el último de sus criterios, «bebida, drogas y tabaco», le dieron un punto por encontrar comparaciones explícitas entre el amor y las drogas en «Dark Horse» y letras acerca del alcohol en «This Is How We Do».
El disco se inicia con «Roar», una canción power pop con elementos del arena rock y el glam rock. De acuerdo con la artista, la escribió porque estaba harta de mantener todos esos sentimientos en su interior y de no hablar por sí misma, «lo que causó mucho resentimiento. Obviamente he pasado por un montón de terapia desde mi último disco, y de eso es lo que trata». Jason Lipshutz de Billboard la declaró la canción «más accesible» del disco. El siguiente tema, «Legendary Lovers», está basado en el bhangra y la percusión cuenta con influencias «orientales». Según Perry, está inspirado en el romance que mantuvo con Mayer. Asimismo, la letra menciona el «tercer ojo», el «karma», un «aura» y las «Sagradas Escrituras» y habla acerca del loto indio, Romeo y Julieta y Cleopatra. Según Sam Lansky de Idolator.com, el primer verso está dirigido a Christina Aguilera y Lady Gaga; Glenn Gamboa de Newsday comentó que es un mal «tributo» al budismo y a la música de la India y afirmó que parece un «chiste». «Birthday», descrita por la intérprete como su intento de hacer «algo que Mariah Carey habría puesto en su primer álbum», está influenciada principalmente por la música disco  de los años 90. Además contiene trazas de funk-pop y synthpop. Desde su lanzamiento se encontraron similitudes con trabajos de Prince y del dúo Wendy & Lisa. De acuerdo con Lipshutz, la letra presenta la conmemoración del cumpleaños de su pareja como una metáfora de una relación sexual. Lukasz Gottwald, Max Martin, Bonnie McKee, Henry Walter y la misma Perry compusieron estas tres primeras canciones, producidas por Dr. Luke, Max Martin y Cirkut. «Walking On Air», compuesta por Klas Åhlund, Adam Baptiste, Camela Leierth, Martin y la intérprete, contiene elementos del deep house, el eurodance y el disco de los años 90. Al mismo tiempo, cuenta con influencias de CeCe Peniston y Crystal Waters. Åhlund y Martin la produjeron en Suecia. La artista se inspiró en varios patinadores bailando deep house que vio un día que estaba comiendo Perrito caliente con un amigo en Central Park. James Reed, de The Boston Globe, la consideró «un homenaje a la música house de los años 1990». La siguiente canción, «Unconditionally», es la favorita de Perry en el álbum. Es una power ballad con un «estribillo épico». Lipshutz sostuvo que incluye una «percusión xilográfica» así como «una línea de contrabajo dramática» y la consideró la «oferta más madura en Prism». La cantante explicó: «Es un acorde emocional dentro de ti. Me encanta esta canción porque no solo puede ser romántica, íntima, sino también versar del tipo de amor que una madre siente cuando ve a su primogénito, o [la relación entre] mejores amigos o compañeros... Es un amor trascendente». «Dark Horse», sexto tema en Prism, producido por Luke, Martin, Cirkut y compuesto también por ellos, además de Jordan Houston, Sarah Hudson y Perry, cuenta con la colaboración vocal del rapero Juicy J. Asimismo está influenciada por el trap, el grime y el hip hop. La inspiración para la canción proviene de la película The Craft (1996). Está asociada con la brujería, el paganismo, la magia negra y las imágenes iluminatis. Philip Matusavage de musicOMH comentó que «es innegablemente pegadiza; pero es un descarado intento de ser "E.T"». «This Is How We Do» es la canción intermedia del álbum, producida por Martin y Åhlund y compuesta por el dúo con Perry. El tema está inspirado en el electropop de los años 80 y, al igual que «Birthday», cuenta con influencias de Carey. Varios críticos notaron la similitud con «Last Friday Night (T.G.I.F.)». Edna Gundersen de USA Today la describió como una «alegre explosión pop con bases hip hop» y alabó su estribillo repetitivo.

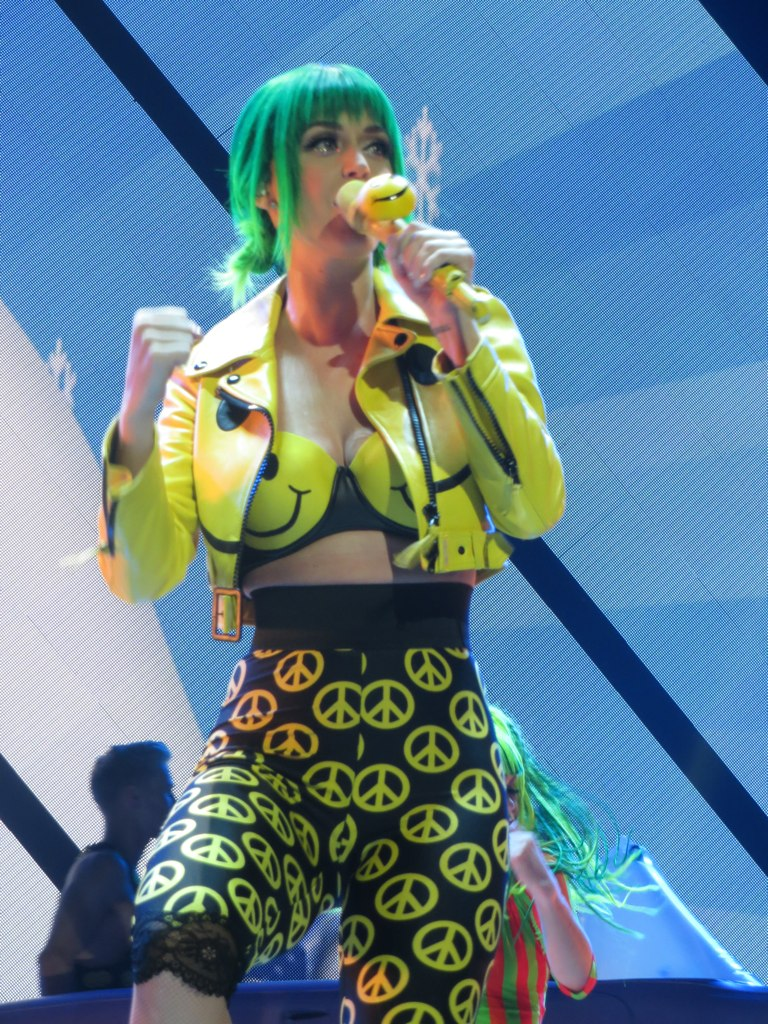
Perry interpretando «This Is How We Do» en su The Prismatic World Tour.

La segunda mitad de Prism comienza con «International Smile», un tema dance pop  y pop rock, compuesto por Luke, Martin, Perry y Walter. La disyóquey Mia Moretti sirvió como musa para la artista. De acuerdo con Kevin Riychie de NOW, tiene similitudes con «Digital Love» del dúo francés Daft Punk. «Ghost» es una balada midtempo que narra la ruptura de Russell Brand con Perry a través de un mensaje de texto. Según Rock Genius de The Huffington Post, Perry «compara a su ex con un fantasma». Según Elysa Gardner de USA Today Perry «aboga por el amor propio como un requisito previo para una relación próspera» en «Love Me», producida por Bloodsh. Gundersen la describió como «irresistiblemente pegadiza y energética». La décima canción es «This Moment», un tema pop influenciado por la música de Robyn y libro The Power of Now. De acuerdo con Lipshutz, Perry «motiva al oyente a dejar de vivir en el pasado, a comprender lo importante del presente y aprovechar el futuro». El editor de Spin, Rob Harvilla, indicó que «Love Me» y «This Moment» son temas «autoexplicativos». «Double Rainbow» es una balada sobre el noviazgo de Perry con Mayer. Fue producida por Greg Kurstin, quien la compuso con la intérprete y la cantante Sia. «By the Grace of God», otra balada, es la decimotercera y última canción de la edición regular de Prism. Es uno de los «momentos más lúgubres» del álbum, pues la artista habla acerca de sus pensamientos suicidas tras su divorcio con Russel. Según Perry, esta fue la primera canción que escribió para el disco, con ayuda de Greg Wells, con quien luego la produjo. El escritor Bill Lamb de About.com mencionó que el disco termina de manera excelente gracias a este tema. «Spiritual» es la primera pista adicional, compuesta por Kurstin, Mayer y Perry. De acuerdo con Lipshutz, «sirve como yang para el yin de "By the Grace of God"». Por otro lado, Allison Stewart de The Washington Post dijo que «es un poema para el nuevo novio de Perry, John Mayer». La decimoquinta pista, «It Takes Two», cuenta con la colaboración Emeli Sandé y, según el editor de Billboard, es «una de las pocas canciones de Prism que no suena del todo bien por su intérprete». Rob Harvilla de Spin escribió que el tema es «aparentemente una sincera disculpa a su exmarido», Russell. El disco cierra con «Choose Your Battles», con la que hace un total de dieciséis canciones. En su letra, Perry «se golpea el pecho y pone verde al hombre al que no puede comprender».

## Portada

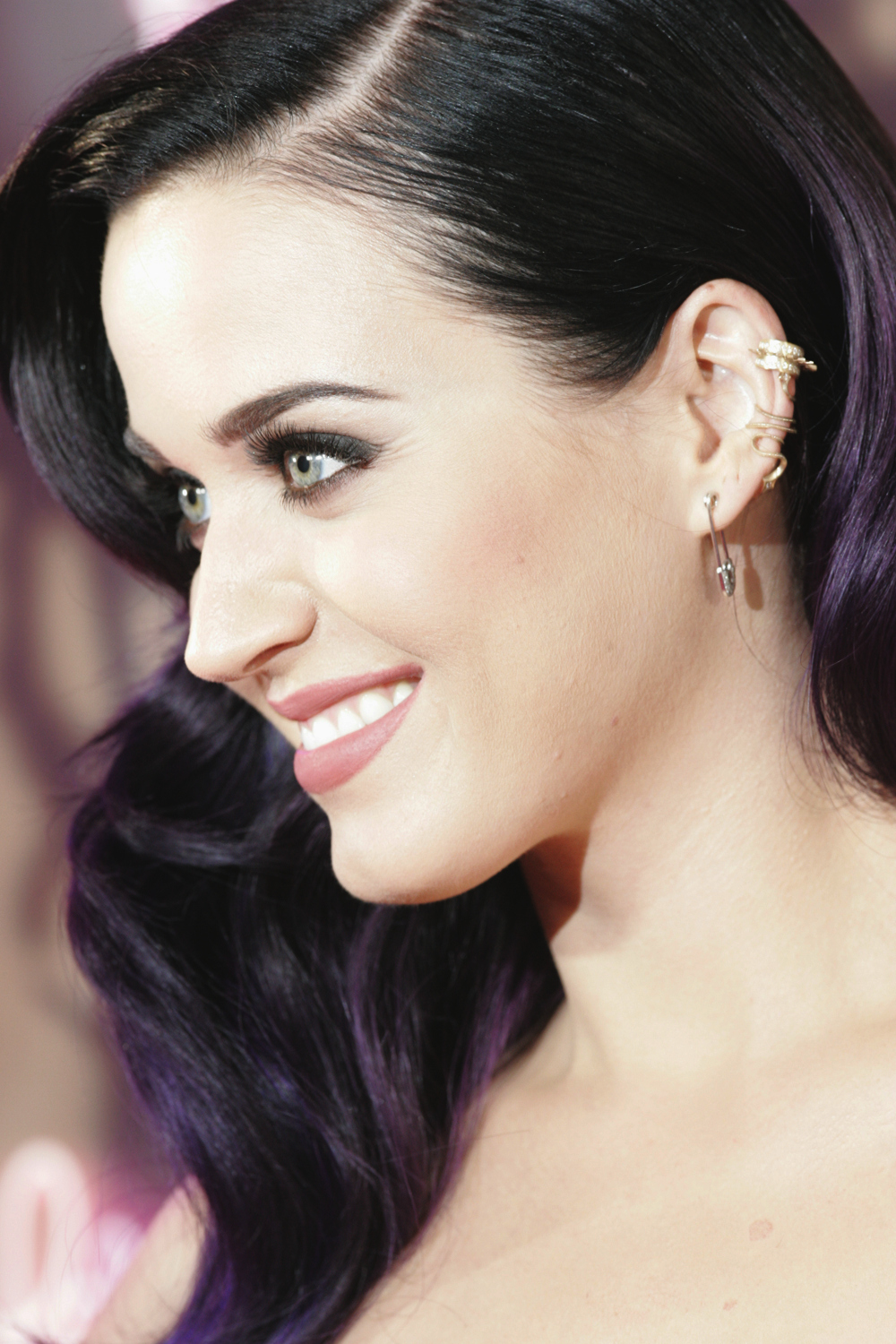
Varios articulistas reconocieron el cambio que tuvo la artista con este disco.

La portada muestra a la cantante en topless, bañada por la luz que atraviesa un prisma, con un campo de girasoles de fondo y el título del disco superpuesto en la parte inferior. El conjunto está rodeado por un marco de tonos suaves con flores amarillas, anaranjadas y rosadas a los lados; el nombre de la artista aparece en la franja superior. Ryan McGinley tomó la foto que aparece en la portada y Mogollon fue el director artístico que la diseñó y confeccionó. El 6 de septiembre de 2013, Perry reveló la carátula de Prism en una de las carteleras del Time Square en Nueva York. Ese mismo día, comentó en una entrevista para Good Morning America que «únicamente deseaba que [la imagen] fuera pura, resplandeciente y llena de luz».
Un folleto que se encuentra dentro del disco incluye una serie de fotografías de Perry posando con un mínimo de maquillaje, con su cabello al natural y prendas diáfanas. Algunas presentan un efecto de tornasol, con un cielo multicolor; en unas la artista se encuentra rodeada por mariposas en un vergel de flores y en otras posa en un campo de girasoles. El 18 de octubre la intérprete anunció a través de Twitter que las primeras 300 000 unidades de la versión de lujo de Prism se publicarían en un paquete iridiscente, y cada ejemplar contendría unas semillas para que sus aficionados plantaran un árbol. Esta edición no pudo venderse en Australia, por sus medidas muy estrictas en cuanto a la importación de especies foráneas, en concreto de «semillas o plantas de origen internacional», que suponen un riesgo para la «bioseguridad», por poder trasmitir agentes patógenos a las plantas locales.

### Reseñas
La portada recibió reseñas generalmente positivas por parte de varios críticos. Algunos la calificaron como «impresionante», y dijeron que tenía «una apariencia diáfana, casi como de cuento de hadas». También elogiaron la imagen de la cantante diciendo que se veía «absolutamente espléndida» y presentaba «un aspecto más natural», y «perfecto —como siempre—», aunque «el filtro de Instagram hace que se vea mucho mejor». Los críticos también resaltaron el cambio de imagen de Perry respecto al vídeo de «Roar», sus avances publicitarios  y la actuación en los MTV Video Music Awards de 2013.
Otras reseñas hicieron hincapié en que esta nueva portada, con imagen difuminada, está de acuerdo con las declaraciones de Perry de que trataba de «dejar entrar la luz», al optar por mostrar un «lado despampanante y natural, en vez de la estrella pop glamorosa» a la que acostumbró a su público. La prensa resaltó que Perry «había bajado el tono de sus parodias cursis», dejando atrás los «sostenes de caramelo, las pelucas multicolores y los leotardos rutilantes» y que había «jubilado» los sujetadores de crema batida. Stephen Thomas Erlewine de Allmusic, escribió que Perry cambió todo esto por «un nebuloso, ensoñador y soleado ideal hippie californiano que reemplaza silenciosamente la feliz vulgaridad de póster de sus primeros años». Luiza Lodder, de No Ripcord emitió una reseña negativa y consideró a la carátula «mucho menos interesante» que las de los discos anteriores.

## Lanzamientos y concepto

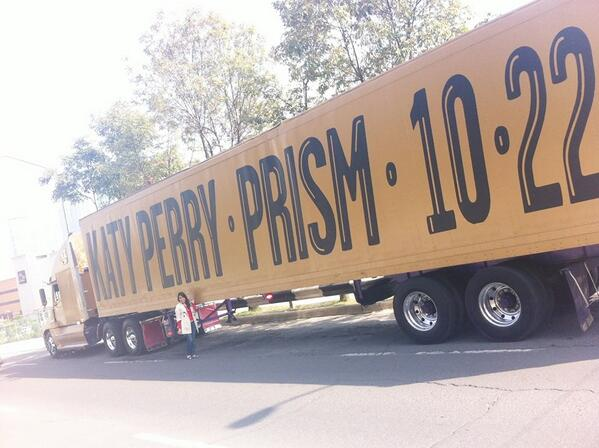
Camión con el que Perry promocionó a Prism en Estados Unidos y México.

El 29 de julio de 2013, el título del disco apareció impreso en un semirremolque de color dorado en Los Ángeles, California, junto con el nombre de la intérprete y la fecha de lanzamiento, prevista para el 22 de octubre. Un reportero de MTV la describió como una campaña publicitaria callejera, y David Greenwald, de Billboard, como una «campaña viral». El camión visitó diversas ciudades de los Estados Unidos; en Pensilvania, un conductor ebrio colisionó contra él, causando varios daños, pero sin que resultara nadie herido; y se presentó en otras metrópolis más tarde. La campaña se repitió en México y en el Reino Unido, reemplazando el camión por taxis dorados en este último país. En la antesala de los MTV Video Music Awards de 2013, Perry comentó que «fue una gran manera de anunciar al disco» por ese medio en lugar de recurrir directamente a Twitter o Facebook como es común, para a continuación relatar el motivo por el cual tituló al disco Prism: 

«La razón por la que llamé a este disco ‘Prism’ es porque dejé que entrara la luz y entonces fui capaz de crear todas estas canciones inspiradas en dejar entrar la luz y en hacer algo de autoreflexión y simplemente trabajar en mí misma.»
Katy Perry 

Por otro lado, agregó que el título provino «después de que alguien la llamó un prisma en un correo electrónico». A finales de agosto, Pepsi y MTV anunciaron que habían unido para promocionar Prism. Asimismo, los aficionados podían votar a través de Twitter, sobre si querían a «Dark Horse» o «Walking on Air» como primer sencillo promocional del disco. El 6 de septiembre de 2013, Perry dio a conocer doce de las trece canciones de la edición regular del disco; ese mismo día les permitió a un selecto grupo de expertos de la industria musical escuchar cada tema en una fiesta preparada por su sello discográfico y ella, realizada en el centro de Manhattan, Nueva York. Antes de ingresar al recinto, los asistentes tuvieron que desprenderse de sus teléfonos celulares para evitar la filtración de fragmentos musicales. Al siguiente día, el evento tuvo lugar en la ciudad de Atlanta  y posteriormente el 13 de septiembre, se desplazó a Los Ángeles, específicamente al Museo Hammer. Cuatro días más tarde, «Dark Horse» fue puesto en venta a través de iTunes, en ese entonces como el primer sencillo promocional del álbum, y debutó en la posición diecisiete de la lista de popularidad Billboard Hot 100. El 30 de septiembre, Perry debutó dos canciones, «Walking on Air» y la balada «By the Grace of God», en el iTunes Festival de 2013 en cual se llevó a cabo en Londres. Sus puestas en escena contaron casi con un elogio generalizado, Betty Clarke de The Guardian la calificó con un total de cinco estrellas de cinco y escribió que «su poderosa voz es contundente y nunca ha sonado mejor». Por su parte, Zoe Shenton de Daily Mirror le asignó cuatro estrellas de cinco y mencionó que fue un «cierre perfecto», al mismo tiempo felicitó a Perry; sin embargo, mostró su desagrado por la interpretación de «By the Grace of God». Antes de concluir con su revisión destacó la voz de la artista en la pista «Roar» y la consideró «perfecta». Adam Miller de Gigwise emitió varios comentarios positivos y lo encasilló como un «cierre épico» e «inolvidable», según Miller fue una acuación «absolutamente impecable». Luego de su actuación, lanzó a «Walking On Air» como el segundo sencillo promocional del disco. Prism estuvo disponible por descarga continua el 17 de octubre de 2013, y se publicó al día siguiente en contados territorios, entre ellos Alemania, Austria, los Países Bajos, Sudáfrica y Suiza; se puso a la venta mundialmente el 22 de octubre de 2014, como la artista lo había anunciado previamente .

## Promoción

### Sencillos

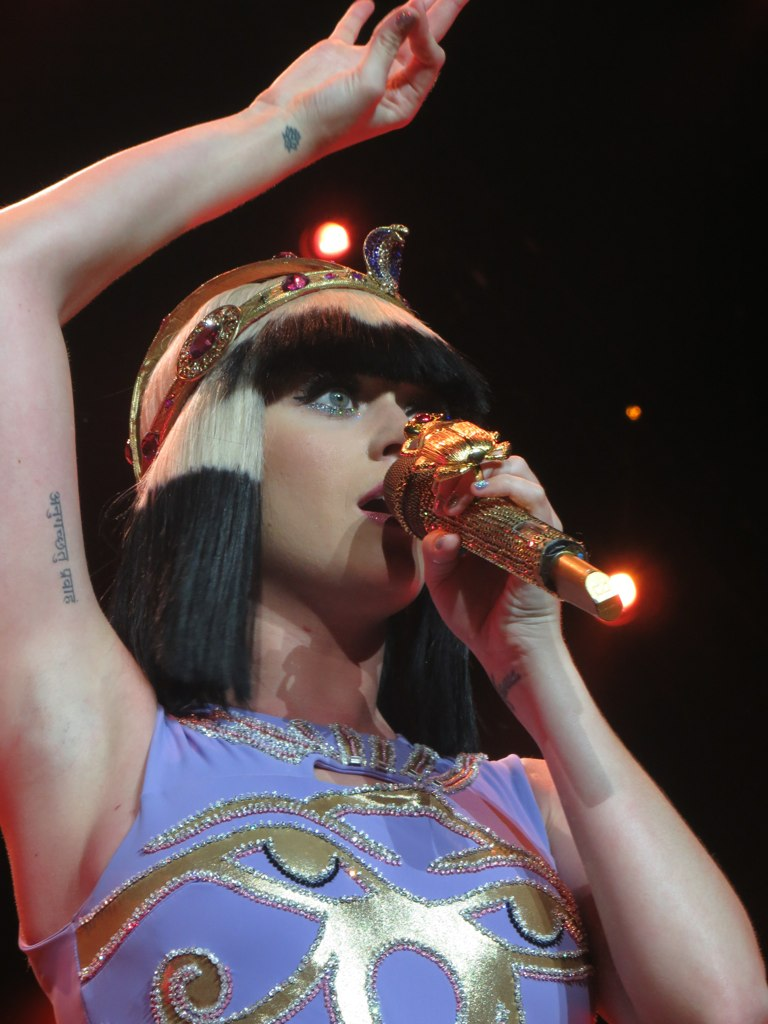
Tras el número uno de «Dark Horse» en la Billboard Hot 100, Perry (foto) se unió al selecto grupo de las mujeres que han capturado múltiples sencillos números uno de álbumes de estudio consecutivos.

A inicios de agosto de 2013, Perry publicó varios tráileres en su cuenta VEVO en YouTube, en los que confirmó que el lanzamiento del primer sencillo de Prism, titulado «Roar», estaba previsto para el 12 de ese mismo mes. El 8 de agosto, reveló la cubierta del sencillo, en la que aparece la cantante con una chaqueta japonesa sukajan azul con la imagen de un tigre impresa en la parte reversa. Dos días antes de su estreno, la canción se filtró en Internet y, a causa de esto, Capitol Records permitió a las estaciones de radio retransmitirla. Tras su lanzamiento recibió reseñas en su mayoría positivas de parte de los expertos en música. El 14 de agosto entró en la posición 85 del Billboard Hot 100 de Estados Unidos gracias a cuatro días de airplay; siete días después subió a la número 1 de dicha lista con 557 000 ejemplares vendidos en formato digital, siendo el mejor debut de una canción en 2013 y uno de los temas que más se ha vendido en su semana de estreno. Simultáneamente se convirtió en un éxito en las listas de conteo de muchos territorios y llegó a la primera posición en más de quince listas de popularidad, entre ellas las de Australia, Austria, Canadá, Irlanda, Nueva Zelanda y el Reino Unido. De la misma manera, fue un éxito en ventas, siendo incluido en el listado de los sencillos más vendidos en el mundo, tras sobrepasar los cinco millones de copias vendidas. En reconocimiento a sus ventas en el territorio estadounidense, la Recording Industry Association of America (RIAA) le concedió varios discos de platino; análogamente, en Australia y Canadá y el Reino Unido fue multiplatino.
El 20 de agosto de 2013, los aficionados de Perry tuvieron la oportunidad de escoger entre «Dark Horse» y «Walking on Air» como el primer sencillo promocional del disco. Tras la actuación de Perry en los MTV Video Music Awards 2013 la votación culminó y quedó como victoriosa «Dark Horse» con un 64 % de los votos; el 17 de septiembre de 2013 se puso a la venta en el sitio iTunes y la canción debutó en la posición 43 del Billboard Hot 100 y en la 8 de la Digital Songs con 113 000 unidades, al mismo tiempo «Roar» y «Dark Horse» se encontraban entre las primeras diez, lo que convirtió a Perry en la primera artista del año en ingresar tres títulos diferentes a la lista. Por otro lado, logró entrar en las primeras veinte posiciones de diversas listas musicales. A mediados de octubre de 2013, «Unconditionally» se publicó en las plataformas de streaming. Luego, la intérprete anunció que sería el segundo sencillo del disco y que se pondría en venta el 22 de octubre de ese mismo mes. Después de su lanzamiento recibió críticas generalmente favorables, descrita como «sublime» y «asquible»; por otra parte, tuvo un recibimiento moderado en las listas de conteo en varios territorios, aunque fue el duodécimo número uno de la artista en la Hot Dance Club Songs; su punto máximo en Billboard Hot 100 fue la posición 14.
En diciembre de 2013, después el éxito radial inesperado de «Dark Horse», el sello discográfico Capitol Records decidió finalmente lanzarlo como el tercer sencillo oficial de Prism. El recibimiento en listas de conteos musicales fue mucho más exitoso que el anterior sencillo, y en los Estados Unidos encabezó la lista Billboard Hot 100 el 29 de enero de 2014, dando a Perry su noveno número uno en dicho país, lo que la convirtió en uno de los artistas con más números uno; también estableció un nuevo récord tras ser la única cantante en tener un número uno en cada año correspondiente a la década de 2010. En la semana del 10 de febrero, la artista consiguió su undécimo número uno en la Pop Songs, igualando el récord de la cantante barbadense Rihanna. Al mismo tiempo, obtuvo posiciones notables en otros territorios como Austria, Bulgaria, Canadá, Dinamarca, Francia, Nueva Zelanda, los Países Bajos, el Reino Unido y Suecia. «Dark Horse» también fue incluido en la lista de los sencillos más venidos en el mundo. De acuerdo con Joe Wilde, de Contactmusic.com, se trata de una de las pocas canciones en donde Perry puede demostrar sus destrezas vocales.

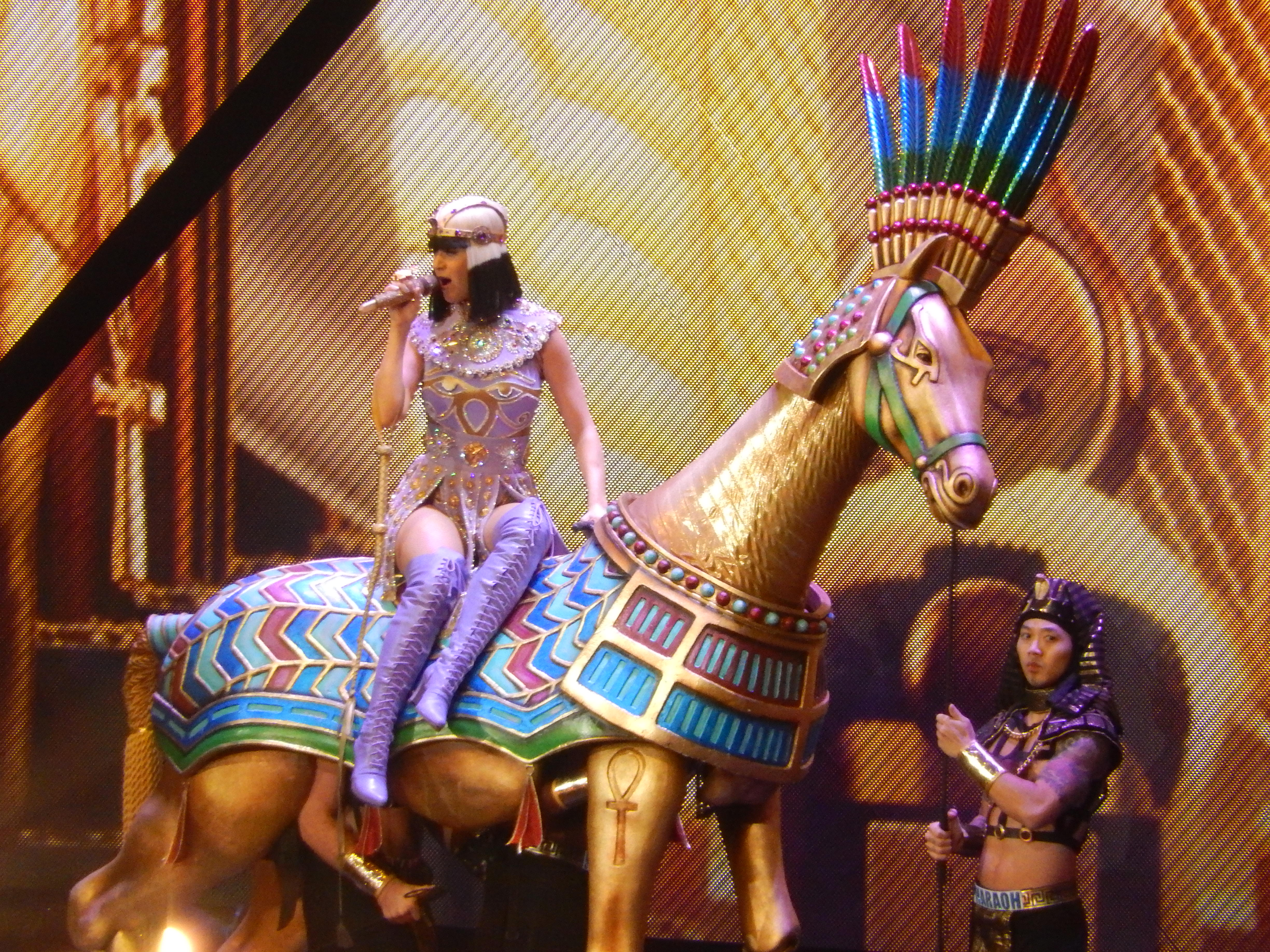
Perry interpretando «Dark Horse» sobre un caballo animatrónico.

El 3 de abril de 2014, la cantante anunció en su cuenta de Twitter que «Birthday» sería lanzado como el cuarto sencillo del álbum, con su cubierta acompañando al mensaje. La canción contó con críticas mixtas, pero varios expertos la catalogaron como una de las mejores canciones del disco. Evan Sawdey de Pop Matters la describió como «la más pegadiza» del álbum. El 16 de abril, hizo su debut en la posición 91 de la lista de conteo estadounidense Billboard Hot 100  y ascendió gradualmente hasta la número 17; se convirtió en el decimoquinto sencillo de la cantante en las veinte primeras posiciones y en ese entonces era tan solamente el tercero de su carrera que no entraba a las diez primeras posiciones. Obtuvo la número 1 del Hot Dance Club Songs y la 7 en la Canadian Hot 100. Después de confirmar en julio de 2014 a «This Is How We Do» como el quinto sencillo del disco, esta se lanzó el 11 y el 12 de agosto en diversas estaciones de radios estadounidenses. Mucho antes de su publicación recibió en su mayoría reseñas mixtas de los críticos de música, entre los que algunos la compararon con «California Gurls» y «Last Friday Night (T.G.I.F.)». Según Evan Sawdey de Pop Matters, es una «reescritura» de «Last Friday Night (T.G.I.F.)»; a su vez, Glenn Gamboa de Newsday, la describió como «pegadiza». La pista ingresó en las primeras veinte posiciones en Australia, Bulgaria, Canadá y los Países Bajos, mientras que en los Estados Unidos simplemente llegó al número 24 del Billboard Hot 100. El vídeo musical, dirigido por el cineasta neozelandés Joel Kefali y producido durante tres días en Los Ángeles, se publicó el 31 de julio en la cuenta VEVO de YouTube de la cantante. Justamente en la línea «[...] sucking real bad at Mariah Carey oke.»  aparece un imitador de Mariah Carey haciendo un cameo, así como también un retrato de la cantante Aretha Franklin.

### Gira musical y espectáculos

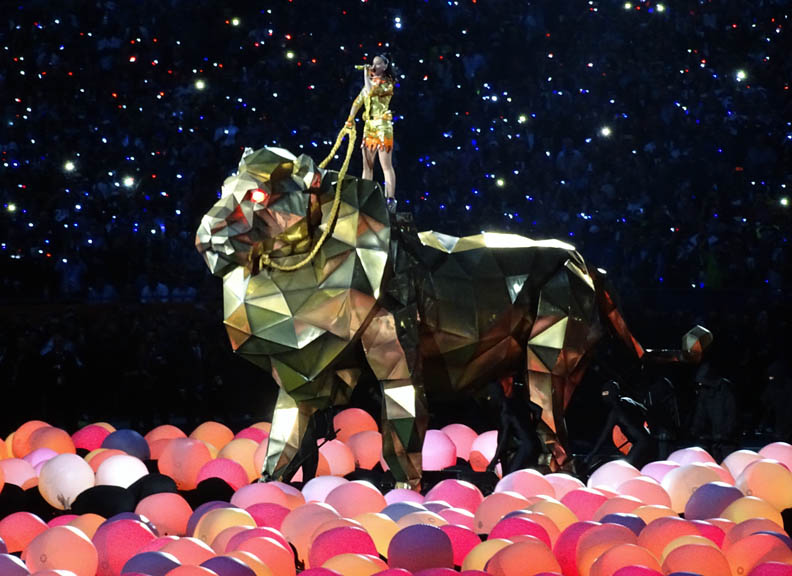
Perry aperturó el espectáculo de medio tiempo del Super Bowl XLIX sobre un león animatrónico mientas interpretaba «Roar».

Para promocionar el disco, Perry se embarcó en su tercera gira musical titulada The Prismatic World Tour, a la que describió como «un festín para los ojos» y menos «caricaturesca» que su California Dreams Tour. Cuenta con siete segmentos muy diferentes; el repertorio está conformado por todas las canciones de la edición regular de Prism, así como también algunos sencillos de sus trabajos previos. La serie de espectáculos comenzó el 7 de mayo de 2014 en el Odyssey Arena en Belfast, Irlanda del Norte, continuó su recorrido por Norteamérica, Oceanía, Europa y Asia; el final de la gira está previsto para mediados de octubre de 2015 en Latinoamérica. En sus primeras etapas, contó con buena recepción crítica y comercial.
El 1 de febrero de 2015, Perry llevó a cabo el espectáculo de medio tiempo del Super Bowl XLIX en el Estadio de la Universidad de Phoenix en Glendale, en el que interpretó varios de sus éxitos, incluyendo las canciones de Prism «Roar» y «Dark Horse». El cantante Lenny Kravitz y la rapera Missy Elliott participaron como artistas invitados. En general, contó con revisiones positivas de los críticos; de acuerdo con Jason Lipshutz, de Billboard, Perry no decepcionó y describió la actuación como un punto memorable de su carrera como superestrella del pop. La actuación fue vista por 118.5 millones de telespectadores, la mayor audiencia del espectáculo del medio tiempo en toda la historia del Super Bowl.
A continuación se muestra una lista de las interpretaciones en directo que realizó Perry durante la promoción del álbum:
| Año  | Evento                  | Canciones interpretadas   | Ref.    |
| ---- | ----------------------- | ------------------------- | ------- |
| 2013 | MTV Video Music Awards  | «Roar»                    | [ 31 ]  |
| 2013 | MTV Europe Music Awards | «Unconditionally»         | [ 163 ] |
| 2013 | Saturday Night Live     | «Roar» / «Walking on Air» | [ 33 ]  |
| 2013 | American Music Awards   | «Unconditionally»         | [ 164 ] |
| 2013 | NRJ Music Awards        | «Roar»                    | [ 165 ] |
| 2014 | Premios Grammy          | «Dark Horse»              | [ 166 ] |
| 2014 | Brit Awards             | «Dark Horse»              | [ 167 ] |
| 2014 | Billboard Music Awards  | «Birthday»                | [ 168 ] |
| 2015 | Premios Grammy          | «By the Grace of God»     | [ 169 ] |

## Lista de canciones
Créditos adaptados a las notas de la portada de Prism.
| Prism (edición regular) |                            |                                                                                        |                            |          |  |
| N.º                     | Título                     | Escritor(es)                                                                           | Productor(es)              | Duración |  |
| 1.                      | «Roar»                     | Katy Perry Lukasz Gottwald Max Martin Bonnie McKee Henry Walter                        | Dr. Luke Max Martin Cirkut | 3:43     |  |
| 2.                      | «Legendary Lovers»         | Katy Perry Lukasz Gottwald Max Martin Bonnie McKee Henry Walter                        | Dr. Luke Max Martin Cirkut | 3:44     |  |
| 3.                      | «Birthday»                 | Katy Perry Lukasz Gottwald Max Martin Bonnie McKee Henry Walter                        | Dr. Luke Max Martin Cirkut | 3:35     |  |
| 4.                      | «Walking On Air»           | Katy Perry Klas Åhlund Max Martin Adam Baptiste Camela Leierth                         | Max Martin Klas Åhlund     | 3:42     |  |
| 5.                      | «Unconditionally»          | Katy Perry Lukasz Gottwald Max Martin Henry Walter                                     | Dr. Luke Max Martin Cirkut | 3:48     |  |
| 6.                      | «Dark Horse» (con Juicy J) | Katy Perry Jordan Huoston Lukasz Gottwald Sarah Theresa Hudson Max Martin Henry Walter | Dr. Luke Max Martin Cirkut | 3:35     |  |
| 7.                      | «This Is How We Do»        | Katy Perry Max Martin Klas Åhlund                                                      | Klas Åhlund Max Martin     | 3:24     |  |
| 8.                      | «International Smile»      | Katy Perry Lukasz Gottwald Max Martin Henry Walter                                     | Dr. Luke Max Martin Cirkut | 3:47     |  |
| 9.                      | «Ghost»                    | Katy Perry Lukasz Gottwald Max Martin Bonnie McKee Henry Walter                        | Dr. Luke Max Martin Cirkut | 3:23     |  |
| 10.                     | «Love Me»                  | Katy Perry Christian «Bloodshy» Karlsson Magnus Lidehäll Max Martin Vincent Pontare    | Bloodshy                   | 3:52     |  |
| 11.                     | «This Moment»              | Katy Perry Tor Erik Hermansen Mikkel Storleer Eriksen Benjamin Levin                   | StarGate Benny Blanco      | 3:46     |  |
| 12.                     | «Double Rainbow»           | Katy Perry Sia Furler Greg Kurstin                                                     | Greg Kusrtin               | 3:51     |  |
| 13.                     | «By the Grace of God»      | Katy Perry Greg Wells                                                                  | Katy Perry Greg Wells      | 4:27     |  |
| 48:39                   |                            |                                                                                        |                            |          |  |

| Prism (edición de lujo) |                       |                                                                                  |                       |          |  |
| N.º                     | Título                | Escritor(es)                                                                     | Productor(es)         | Duración |  |
| 14.                     | «Spiritual»           | Katy Perry Greg Kurstin John Mayer                                               | Greg Kurstin          | 4:35     |  |
| 15.                     | «It Takes Two»        | Katy Perry Mikkel Storleer Eriksen Tor Erik Hermansen Benjamin Levin Emeli Sandé | StarGate Benny Blanco | 3:54     |  |
| 16.                     | «Choose Your Battles» | Katy Perry Jonatha Brooke Greg Wells                                             | Greg Wells Katy Perry | 4:27     |  |
| 61:35                   |                       |                                                                                  |                       |          |  |

| Prism – Japan deluxe edition (bonus tracks) |                         |                                             |          |  |
| N.º                                         | Título                  | Producer(s)                                 | Duración |  |
| 17.                                         | «Roar» (Cazzette Remix) | Dr. Luke Max Martin Cirkut Cazzette (remix) | 5:22     |  |
| 18.                                         | «Roar» (instrumental)   | Dr. Luke Max Martin Cirkut                  | 3:43     |  |

| Prism – Japan deluxe edition (DVD) |                         |          |  |
| N.º                                | Título                  | Duración |  |
| 1.                                 | «Roar» (music video)    | 4:30     |  |
| 2.                                 | «Roar» (lyric video)    | 3:58     |  |
| 3.                                 | «Queen of the Jungle»   | 0:22     |  |
| 4.                                 | «Burning Baby Blue»     | 0:31     |  |
| 5.                                 | «The Third Coming»      | 0:25     |  |
| 6.                                 | «From a Meow to a Roar» | 0:31     |  |
| 7.                                 | «Satin Cape»            | 0:46     |  |

| Prism – Japan Trip Special Edition (bonus tracks) |                                                     |                                                              |          |  |
| N.º                                               | Título                                              | Producer(s)                                                  | Duración |  |
| 17.                                               | «Roar» (Johnson Somerset Remix)                     | Dr. Luke Max Martin Cirkut Johnson Somerset (remix)          | 8:48     |  |
| 18.                                               | «Unconditionally» (Country Club Martini Crew Remix) | Dr. Luke Max Martin Cirkut Country Club Martini Club (remix) | 4:35     |  |
| 74:58                                             |                                                     |                                                              |          |  |

| Prism – Japan Trip Special Edition (DVD) |                                               |          |  |
| N.º                                      | Título                                        | Duración |  |
| 1.                                       | «Roar (Making of the Music Video)»            | 22:31    |  |
| 2.                                       | «Unconditionally»                             | 3:57     |  |
| 3.                                       | «Unconditionally (Making of the Music Video)» | 6:00     |  |
| 38:22                                    |                                               |          |  |

## Recepción

### Comentarios de la crítica
En su mayoría, Prism recibió revisiones favorables de parte de los críticos. Metacritic recopiló 26 reseñas y le asignó una valoración de 61 (de un rango que va desde cero hasta cien). Por otro lado, en AnyDecentMusic? acumuló una puntuación de 7.5 sobre 10 basada en veintidós comentarios.
Prism obtuvo puntuaciones favorables por parte de Jason Lipshutz de Billboard y Lewis Corner de Digital Spy que lo calificaron con cuatro estrellas de cinco, De manera similar, Stephen Thomas Erlewine de Allmusic, Farber Jim de Daily News, Dolan Jon de Rolling Stone, Petridis Alexis de The Guardian, Empire Katty de The Observer, James Reed de The Boston Globe y Rick Pearson de Evening Standard, entre otros, le asignaron tres estrellas de cinco. Por otra parte, Harvilla Rob de Spin, Gardner Elysa de USA Today y Lansky Sam de Idolator.com le brindaron una calificación de 5 sobre 10, 3 sobre 4 y 2.5 sobre 5, respectivamente. En cambio, las puntuaciones negativas vinieron por parte de los reporteros Craig Manning de AbsolutePunk, Evan Sawdey de PopMatters, Luiza Lodder de No Ripcord y Samuel Tolzmann de Pretty Much Amazing, entre otros.
Algunos críticos destacaron que Perry con este álbum muestra un lado «más personal, maduro y espiritual», pero sin volver a sus raíces pentecostales. Notaron que las canciones versaban acerca del destino y el amor propio y hubo menciones el audiolibro The Power of Now como fuente de inspiración del material, así como el divorcio de Perry con el actor Russell Brand y el amorío que mantuvo con el cantautor John Mayer. Según los articulistas, las «canciones transmiten sombras de estas experiencias con una gama de sensualidad, amargura, desconcierto, pasión y gracia». Jason Lipshutz de Billboard escribió que «explica pacientemente sus batallas con las relaciones sin esperanza, lucha por entenderse a sí misma e intenta vivir el momento en una realidad vertiginosa». Asimismo, reconocieron la influencia de Mariah Carey, CeCe Peniston, Crystal Waters, Robyn  y del dúo francés Daft Punk. Respecto al sonido sostuvieron que está inspirado en el pop sueco, principalmente de la música de los años 1990.
Varios críticos elogiaron la voz de Perry, describiéndola como «más abierta, ronca y hermosa que nunca», y calificaron a la artista como «una campeona de los estribillos». En cambio, Muggs Joe de Fact describió la voz de la artista como «algo horrible».
| «Prism tiene su parte de diversión color golosina, pero también algo más: más detalles en los tonos sobrios. Con una serie de sencillos exitosos en su haber, Perry se esforzó en crear un álbum de múltiples facetas y ha tenido un éxito consumado.» —Jason Lipshutz en su revisión. |

De acuerdo con algunos reporteros, Prism es un álbum «genial» y «pegadizo». Lewis Corner de Digital Spy sostuvo que, a pesar de las semejanzas con el álbum precedente, «hay momentos donde Perry pisa nuevo terreno», por ejemplo en «Dark Horse» y «Legendary Lovers»; añadió que, «manteniéndose fiel a su nombre, Prism exhibe el espectro completo de emociones de Perry, pero deja el tema más duro para el final», aludiendo a la canción «By the Grace of God» donde la cantante confiesa pensamientos suicidas tras la ruptura de su matrimonio con Brand. Al respecto, Bill Lamb, de About.com, opinó que esta canción supone un gran final para el álbum, tras una segunda mitad algo tediosa. El comentarista de AllMusic, Stephen Thomas Erlewine, manifestó que Prism es «una grabación más firme y limpia que sus predecesoras». Según Farber Jim, de Daily News, el álbum «trae sabores más sabrosos» que Teenage Dream. Persson Tina, de la revista sueca Värmlands Folkblad, concluyó que «es quizás el que refleja todos los lados de Perry», y la reseña de GAFFA destacó la presencia de nuevos elementos interesantes que lo distinguen de los álbumes anteriores. Varias críticas coincidieron en considerar la primera mitad de Prism mucho más alegre, principalmente las canciones «Roar», «Dark Horse», «Birthday», «Legendary Lovers», «Walking on Air» y «This Is How We Do»., etiquetando a los temas de la segunda parte como innecesariamente largos.

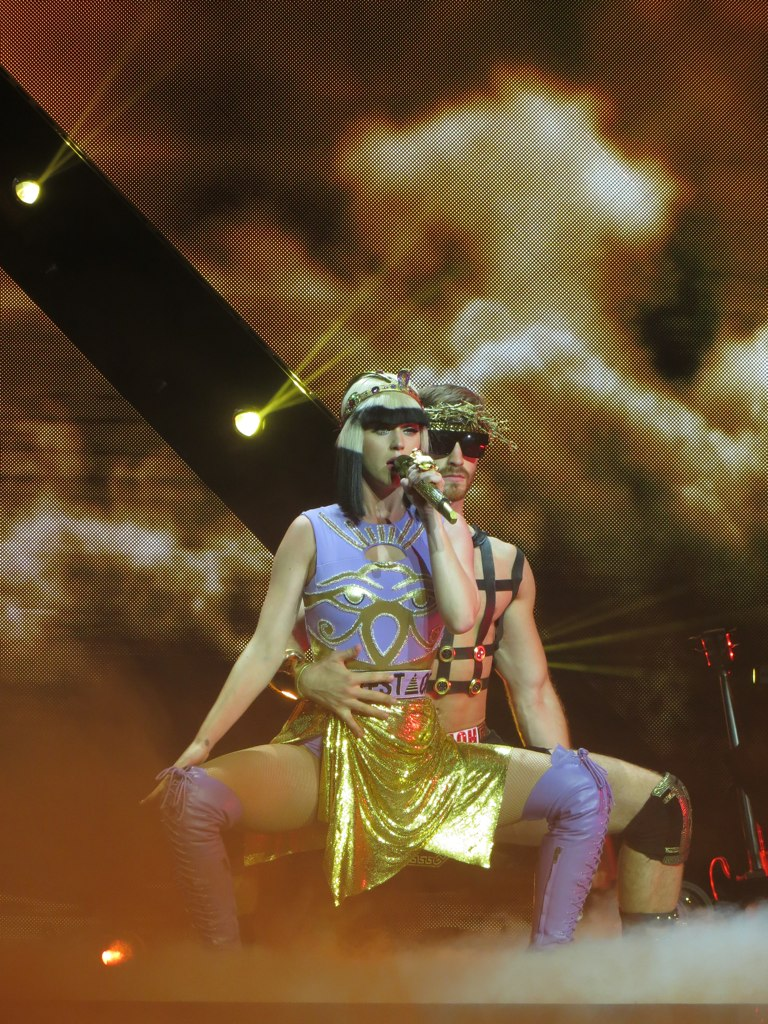
Perry (foto) realizando una coreografía de su canción «Legendary Lovers» en el SSE Hydro, en Glasgow el 17 de mayo de 2014.

Los compositores y productores también fueron elogiados, aunque principalmente Max Martin y Dr. Luke. Lansky comentó que la producción «es transparente, variada y nítida». Sin embargo, el articulista de Yahoo!, Mesfin Fekadu, afirmó que aunque haya sido compuesto por sus colaboradores habituales «no siempre sacan lo mejor de Perry», y Rock Genius al reseñar a «Double Rainbow» indicó que se había entusiasmado cuando se enteró de la colaboración que tuvo Sia Furler en su composición y pensó que capturaría la magia de «Diamonds» y a la vez aludió que estaba un «poco decepcionado».
El contenido de las letras fue destruido por algunos críticos, al considerarlas como clichés, «cursis», que son «fácil de olvidar», no recomendables, decepcionantes, frustrantes, absurdas, e incluso se consideró a Perry una «erudita en apropiación» y que «la habilidad para ocultar sus influencias ha disminuido». El redactor de musicOMH, Philip Matusavage, manifestó que Prism es una «decepción», y Evan Sawdey de PopMatters relató que no había ninguna diferencia entre su disco anterior y Prism, y concluyó con que este era una «secuela». Varios críticos se atrevieron a comparar al contenido del álbum con el de Artpop de Lady Gaga. Joe sostuvo que Prism era «como una continuación de la revisión del álbum [Artpop] de Lady Gaga, porque este disco es, más o menos, una inversión total de Artpop». Además, mencionó que «todo lo que le falta a ese álbum está aquí; pero todo lo que tiene bueno es espectacularmente ausente en Prism. Sencillamente, este es mucho mejor pop que Artpop».

### Reconocimientos y nominaciones
Antes de su lanzamiento, Prism logró ubicarse en el tercer lugar de los veinte álbumes más esperados de 2013 del sitio HitFix. Simultáneamente, E! y MTV lo agregaron a sus respectivas listas. Al finalizar el 2013, los usuarios del sitio web Metacritic lo votaron como el undécimo mejor álbum de ese año y el tercero en la lista de los álbumes más sobrestimados. On the Red Carpet lo ubicó en el octavo lugar de su lista de los diez mejores álbumes de 2013; la reseña lo describió como un disco influenciado por el pop sueco de los años 1990, y mencionó que Perry desechó muchas de las características de Teenage Dream a favor de algo «más reflexivo y personal; sin embargo, aún muestra buena parte de la ironía que los fans han llegado a apreciar». Asimismo, notó que la artista les «ofreció a los aficionados una variedad de sonidos y personajes diferentes», y tomó como ejemplos a «Legendary Lovers», «Dark Horse», «Walking On Air» y «This Is How We Do». Popjustice lo colocó en el tercer puesto de su conteo de los treinta y tres mejores álbumes del 2013 y sostuvo que «en la primera escucha algunos lloramos la ausencia de temas explosivos. Paulatinamente, comenzamos a darnos cuenta que ‘Prism’ fue el álbum de superestrella pop definitorio de un año muy pensativo en lo musical». La tienda digital Amazon lo ubicó en el puesto cuarenta y siete de los 100 mejores álbumes de 2013, y MusicOMH lo colocó en el puesto noventa y cinco de su respectiva lista También apareció en las selecciones de los diez mejores álbumes del año de varios editores del sitio Spin or Bin Music: Angela y Atika lo ubicaron en el número 10; Debby, en el quinto puesto; William, en el segundo lugar, solamente superadi por Artpop; Manfred no le asignó un lugar en particular.
Prism le valió a Perry cuatro nominaciones a los Grammy. En la 56.ª edición de estos premios, «Roar» fue candidato en las categorías canción del año y mejor interpretación vocal pop solista, pero perdió ambos galardones ante «Royals» de Lorde. Posteriormente, en la 57.ª entrega, que se celebró en febrero de 2015, Prism recibió una nominación en la categoría mejor álbum de pop vocal, y «Dark Horse», fue candidata a la mejor interpretación de pop de dúo/grupo. Tras perder en ambas categorías, Perry se convirtió, con trece nominaciones, en una de las artistas con la mayor cantidad de nominaciones a los premios Grammy sin haber ganado al menos uno. Asimismo, en el 2014, Dr. Luke optó al premio al productor del año, no clásico, y en la ceremonia del 2015, Max Martin y Greg Kurstin fueron candidatos en esa misma categoría, donde Max Martin resultó victorioso. En los Billboard Music Awards de 2014, Perry recibió diez nominaciones, de las cuales únicamente ganó dos. Paralelamente, en los MTV Europe Music Awards de 2014 la cantante ganó dos de las siete a las que optaba. En los premios American Music de 2014, el disco obtuvo una nominación al álbum favorito de pop/rock; pero perdió ante Midnight Memories de la boy band One Direction. Sin embargo, «Dark Horse» ganó en la categoría sencillo del año y a Perry se le concedió los galardones de artista femenina pop/rock favorita y artista adulto contemporáneo favorito. A continuación se muestra una tabla de las candidaturas que Prism obtuvo:
| Año  | Ceremonia de premiación | Trabajo nominado | Categoría                   | Resultado | Ref.           |
| ---- | ----------------------- | ---------------- | --------------------------- | --------- | -------------- |
| 2014 | Premios 40 Principales  | Prism            | Mejor Álbum Internacional   | Nominado  | [ 202 ]        |
| 2014 | American Music Awards   | Prism            | Álbum Favorito de pop/rock  | Nominado  | [ 203 ]        |
| 2014 | Premios Telehit         | Prism            | Mejor Álbum Pop Femenino    | Ganador   | [ 204 ]        |
| 2015 | Premios Grammy          | Prism            | Mejor Álbum de Pop Vocal    | Nominado  | [ 17 ] [ 200 ] |
| 2015 | Premios Juno            | Prism            | Álbum Internacional del Año | Nominado  | [ 18 ] [ 19 ]  |

### Resultados comerciales

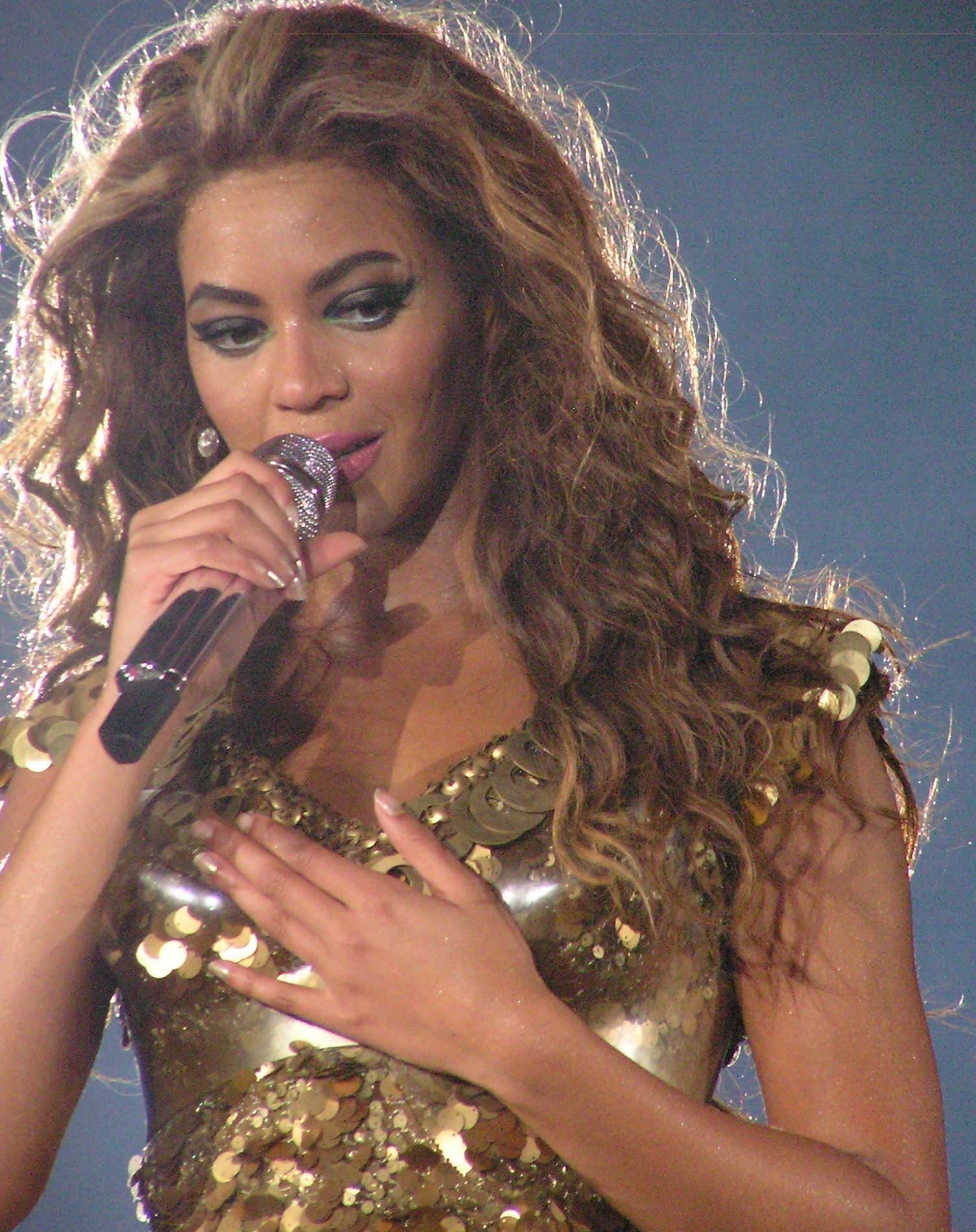
Hasta diciembre de 2013, Prism era el mejor debut en ventas del año por una fémina; pero el álbum homónimo de Beyoncé (foto) lo desbancó.

Pocos días después del lanzamiento del álbum, Keith Caulfield de Billboard se hizo eco de varias fuentes de la industria que predijeron que Prism vendería en su primera semana 275 000 copias aproximadamente, y Mike Wass, de Idolator.com, pronosticó ventas de entre 270 a 290 millares de ejemplares. El disco debutó en la posición 1 de la lista de popularidad Billboard 200 con 286 000 unidades vendidas, de acuerdo con Nielsen SoundScan, siendo aquel entonces el más vendido por una fémina en 2013 tras haber superado a Bangerz de Miley Cyrus. Al mismo tiempo, se convirtió el segundo álbum pop con más ventas del año, solamente detrás de Random Access Memories del dúo francés Daft Punk, que en su debut vendió 339 000 copias. Prism fue el segundo número uno de Perry en Billboard 200 y simultáneamente en la Digital Albums, asimismo fue el álbum de la intérprete con más ventas en una sola semana. Durante su segunda semana, descendió a la posición 2 de Billboard 200, con 92 000 copias, lo que representó una caída de un 68 %, el segundo menor descenso del 2013. Por otro lado, en Canadá alcanzó la primera posición de lista de álbumes canadiense, y gracias a sus 160 000 ejemplares recibió dos disco de platino por parte de la CRIA, mientras que en México ingresó al número 2 del listado de álbumes. Tras el lanzamiento sorpresa del quinto álbum de estudio y homónimo de Beyoncé en diciembre de 2013, Prism pasó a ser el segundo mejor debut del año por una artista. Al finalizar el 2013, obtuvo el decimocuarto lugar de los discos más vendidos en los Estados Unidos, con ventas de 969 000 unidades, y el segundo más vendido por una cantante, solamente detrás de Beyoncé. Asimismo, «Roar» obtuvo el quinto lugar de las canciones más vendidas con un total de 9.9 millones de ejemplares. En dicho territorio, se vendió mucho más rápido que sus antecesores y solamente once semanas tras su publicación llegó al millón de unidades, dejando atrás a Teenage Dream (2010) que consiguió esa marca a las veinte semanas, y más aún a One of the Boys (2008) que tardó cuarenta y ocho semanas.
A mediados de 2014, Billboard anunció que, entre los veinte álbumes y los sencillos con más ventas, Prism se ubicó en el octavo lugar con 453 000 ejemplares. Pharrell Williams y Perry fueron los únicos cantantes con un álbum y un sencillo entre los diez primeros de ambas listas. A finales de 2014, Prism había vendido 1.5 millones de copias solamente en los Estados Unidos y esto lo convirtió en el quinto más vendido del año. Por otro lado, Perry se ubicó en el quinto lugar de los artistas con más streaming en Spotify, la primera entre las mujeres, y «Dark Horse» lo hizo en el cuarto lugar en la lista de canciones. Perry logró tener la mejor posición en ocho listas de Billboard: Top Female Artist, Hot 100 Artist, Radio Songs Artist, Streaming Songs, Streaming Songs Artist, Pop Songs, Pop Songs Artist y Dance Club Songs Artist. También mejoró cuarenta y un posiciones en el Billboard 200 respecto a 2013, al finalizar en el lugar ocho. De acuerdo con Mediabase, Perry fue la artista con más reproducciones radiales durante el 2014 en los Estados Unidos, al mismo tiempo encabezó la lista Top 40, Hot AC y AC radio por el sencillo «Dark Horse». Además consiguió la máxima posición la lista Canadian Hot 100 Artists.
| «No creímos que podríamos repetir [el éxito] de Teenage Dream; pero eso es como decir, “Voy a pintar otro Picasso”. Lo interesante es que comparando a Prism con Teenage Dream después del primer año de cada álbum, Prism se comporta mucho mejor en ventas que Teenage Dream [1,5 millones contra 1,7 millones en las primeras cincuenta y dos semanas de cada disco, de acuerdo con Nielsen Music]. Teniendo en cuenta que el mercado está bajando y aún Prism vende esencialmente tanto como Teenage Dream en ese lapso dice algo acerca de la evolución de Katy como una artista y sus habilidades para vender álbumes.» — Greg Thompson, vicepresidente ejecutivo de Capitol Music Group. |

En la edición de Billboard que culminó el 1 de febrero de 2015, el catálogo de Perry tuvo un incremento del 92 % de ventas en formato digital en los Estados Unidos, de acuerdo con Nielsen Music. En total, vendió 21 000 álbumes y 100 000 temas, lo que supuso incrementos respectivos de 225 % y del 75 % respecto a la semana anterior. Hasta agosto de 2015, se han vendido más de 30 millones de copias de los sencillos. Según Keith Caulfield, de Billboard, Prism fue el disco más vendido en la edición de 1 de febrero y descendió de la posición 47 a la 28 de Billboard 200. Por otro lado, «Roar» consiguió vender más de 17 000 descargas y Perry se posicionó la número 2 de la lista Social 50, su más alto rango desde el 16 de noviembre de 2014. Todos estos descensos fueron a causa de la participación de Perry como artista principal en el domingo 1 de febrero de 2015 durante el espectáculo de medio tiempo del Super Bowl XLIX. En la semana que finalizó el 14 de febrero, las ventas de álbumes de Perry obtuvieron un incremento del 38 %; Prism vendió un total de 13 000 copias, por lo cual ascendió de la posición treinta y cinco a la veintidós de la lista de los álbumes más vendidos de la semana. Además, las ventas de canciones de la artista aumentaron en un 83 %.
Prism tuvo una recepción favorable en varias partes de Europa, principalmente en el Reino Unido, donde debutó en la posición 1 del  listado de álbumes británico con aproximadamente 12 000 copias, lo que lo convirtió en el segundo álbum número uno de la artista en el país. Fue el vigésimo octavo álbum más vendido en el país de 2014 y la British Phonographic Industry le certificó un disco de platino por sus 300 000 unidades vendidas. Simultáneamente, en Irlanda ingresó en la posición 1 de su lista de éxitos y recibió la certificación de disco de oro. En Suiza, el cuarto álbum de estudio de James Blunt evitó que debutara en la primera posición; no obstante, la IFPI le dio un disco de oro por los 15 000 ejemplares que vendió. En Austria, España, Noruega y Suecia ocupó la tercera posición de sus respectivas listas de popularidad, en Suecia fue disco de platino, y en Austria doble platino. En Dinamarca, los Países Bajos, Francia y Alemania logró la posición número 4, y en el último de estos vendió 100 000 copias. En Grecia e Italia, debutó en la segunda posición de sus listas  y la FIMI le otorgó un disco de oro . Alcanzó la quinta posición de las listas de Rusia y de la región Flamenca de Bélgica, mientras que en la región Valona ingresó en la séptima casilla. En Hungría y Portugal entró a las listas de popularidad en el número 10. Los únicos países de Europa en donde no llegó a los diez primeros fueron Finlandia, Polonia y la República Checa.
En Asia, Prism ingresó a los primeros cinco de las listas de popularidad de China, Corea del Sur y Japón; la posición más notable en este continente fue la uno en Taiwán. La única certificación que recibió fue la de disco de oro en China. En Oceanía, el álbum tuvo un éxito notable; en Nueva Zelanda llegó a la posición 1 del listado de álbumes , y logró vender 30 000 copias y la Recorded Music NZ (RIANZ) lo certificó doble disco platino. Análogamente, en Australia debutó en la número 1 en la lista de álbumes y al culminar el 2013 consiguió ser el segundo disco más vendido en aquel año con 179 000 ejemplares, gracias a lo que le fueron concedidos tres discos de platino por la Australian Recording Industry Association (ARIA). Asimismo, «Roar» fue la canción más vendida. Tras Perry iniciar su The Prismatic World Tour en noviembre de 2014, Prism entró nuevamente entre los primeros diez del listado de popularidadt y sus ventas aumentaron hasta las 350 000 unidades, por lo que consiguió cinco discos de platino.
En total, Prism obtuvo el número uno en ocho listas musicales en diferentes territorios, y entró en las primeras diez posiciones en otros veintidós. Al culminar el 2013, la International Federation of the Phonographic Industry (IFPI) informó que fue el sexto álbum más vendido del año y el primero por una mujer, a causa de esto etiquetaron a Perry como «un fenómeno global». En junio de 2014 las ventas alcanzaron los tres millones de ejemplares.

### Controversias
A pesar de la buena recepción crítica y comercial que tuvieron Prism y algunas de sus canciones, también generaron controversias a lo largo del 2013 y 2014. A inicios de agosto de 2013, «Roar» fue filtrado a través de Internet y rápidamente muchos usuarios de Twitter comentaron acerca de la similitud con «Brave» de Sara Bareilles; incluso, uno de ellos realizó una mezcla para que otros apreciaran la supuesta semejanza. Varios articulistas menionaron las insinuaciones de que se había hecho un calco: por ejemplo, Kyle Anderson, de Entertainment Weekly, quien comentó que Perry por lo menos había escuchado la melodía de «Brave» y asimismo mencionó que las canciones no tenían compositores en común. En cambio, Victoria Pavlova, de Contactmusic.com sostuvo que el sonido era similar, pero no las hacía idénticas. Dr. Luke, tras recibir mensajes descalificativos por medio de Twitter, explicó que «Roar» había sido escrita y grabada mucho antes de que la publicación de «Brave». Por otro lado, cuando se le preguntó a Bareilles acerca de la polémica sobre las semejanzas entre los dos temas, ella respondió:

«Katy es mi amiga y nos conocemos desde hace mucho tiempo [...] La pena es que se haya hecho un drama, poniendo en una luz negativa a dos artistas que intentamos compartir mensajes positivos [...] Si yo no estoy molesta, no entiendo por qué alguien más debería estarlo. Yo estoy relajada.»
 Sara Bareilles 

Tras interpretar a «Unconditionally» en los premios American Music de 2013 vestida como una geisha y realizar un «baile tradicional asiático», Perry recibió comentario negativos por parte de gente que consideró «su actuación “racista”» y la acusaron de «apropiación de la cultura asiática». El vídeo musical de «Dark Horse», causó controversia entre algunas comunidades religiosas, por la escena en la que personaje interpretado por Perry desintegraba y convertía en arena a un hombre con un colgante con la inscripción «Allah» —significa Dios en idioma árabe—. Un internauta, ofendido por dicha escena, lanzó una petición en Change.org con el propósito de que el vídeo fuera eliminado de Internet. Asimismo, el usuario acusó a la cantante de blasfemia y sostuvo que: 

«La blasfemia se transmite claramente en el vídeo, ya que Katy Perry —que parece estar representando a una oposición de Dios— envuelve al creyente y la palabra Dios en llamas. El uso del nombre de Dios de una manera irrelevante y de mal gusto sería considerado inapropiado por cualquier religión.»
Shahzad Iqbal 

En respuesta a su petición, el colgante fue eliminado digitalmente del vídeo a finales de febrero de 2014. El 1 de julio de 2014, el periódico St. Louis Post-Dispatch informó que el rapero cristiano Flame y otros allegados a él presentaron una demanda en contra de Perry, Juicy J, Capitol Records, los productores y los coecritores de «Dark Horse»; de acuerdo con el demandante, éstos infringieron los derechos de autor de su canción «Joyful Noise», incluida en el álbum Our World: Redeemed de 2008, y que la habían «explotado» y «beneficiado» de ella. Eric Kayira declaró que las comparaciones entre ambas canciones se «filtraron» en varios sitios web, hasta que finalmente el intérprete y los productores se percataron de ello gracias a la afluencia de tuits que recibieron Flame y Lecrae, y decidieron tomar medidas. El disyóquey de Flame, Cho'zyn Boy, hizo una comparación de ambos temas en una aplicación en su computador y detectó similitudes; explicó que por separado las canciones parecían un poco diferentes, pero cuando se las escuchaba juntas eran «idénticas». Además, la demanda afirma que «mire como se mire, el mensaje devotamente religioso de "Joyful Noise" ha sido irreparablemente empañado por su asociación con la brujería, el paganismo, la magia negra y las imágenes iluminatis que ilustran la misma música en “Dark Horse”».

## Cifras de ventas y certificaciones
| Territorio     | Organismo certificador | Certificación    | Ventas certificadas | Simbolización | Ref.            |        |        |        |
| África         | África                 | África           | África              | África        | África          | África | África | África |
| -------------- | ---------------------- | ---------------- | ------------------- | ------------- | --------------- | ------ | ------ | ------ |
| Sudáfrica      | RISA                   | Platino          | 50 000              | ▲             | [ 272 ]         |        |        |        |
| América        |                        |                  |                     |               |                 |        |        |        |
| Argentina      | CAPIF                  | Platino          | 40 000              | ▲             | [ 273 ]         |        |        |        |
| Brasil         | ABPD                   | Diamante         | 160 000             |               | [ 274 ] [ 275 ] |        |        |        |
| Canadá         | CRIA                   | 3× Platino       | 240 000             | 3▲            | [ 209 ]         |        |        |        |
| Chile          | IFPI                   | Platino          | 10 000              | ▲             | [ 276 ]         |        |        |        |
| Colombia       | ASINCOL                | 3× Platino       | 30 000              | 3▲            | [ 277 ]         |        |        |        |
| Estados Unidos | RIAA                   | 5× Platino       | 5 000               | 5▲            | [ 279 ] [ 16 ]  |        |        |        |
| México         | AMPROFON               | 4× Platino + Oro | 270 000             | 4▲ + ●        | [ 280 ]         |        |        |        |
| Perú           | IFPI                   | Platino          | 6000                | ▲             | [ 281 ]         |        |        |        |
| Asia           |                        |                  |                     |               |                 |        |        |        |
| China          | SARFT                  | Oro              | 10 000              | ●             | [ 253 ]         |        |        |        |
| Filipinas      | PARI                   | 4× Platino       | 60 000              | 4▲            | [ 282 ]         |        |        |        |
| Indonesia      | IFPI                   | 2× Platino       | 20 000              | 2▲            | [ 283 ]         |        |        |        |
| Singapur       | RIAS                   | Platino          | 10 000              | ▲             | [ 284 ]         |        |        |        |
| Tailandia      | IFPI - Tailandia       | 2× Platino       | 20 000              | 2▲            | [ 285 ]         |        |        |        |
| Europa         |                        |                  |                     |               |                 |        |        |        |
| Alemania       | BVMI                   | Oro              | 100 000             | ●             | [ 238 ]         |        |        |        |
| Austria        | IFPI — Austria         | 3× Platino       | 45 000              | 3▲            | [ 236 ]         |        |        |        |
| Irlanda        | IRMA                   | Oro              | 7500                | ●             | [ 227 ]         |        |        |        |
| Italia         | FIMI                   | Oro              | 25 000              | ●             | [ 241 ]         |        |        |        |
| Noruega        | IFPI                   | Oro              | 15 000              | ●             | [ 286 ]         |        |        |        |
| Polonia        | ZPAV                   | 2× Platino       | 40 000              | 2▲            | [ 287 ]         |        |        |        |
| Reino Unido    | BPI                    | Platino          | 438 486             | ▲             | [ 226 ]         |        |        |        |
| Suecia         | GLF                    | Platino          | 40 000              | ▲             | [ 235 ]         |        |        |        |
| Suiza          | IFPI — Suiza           | Oro              | 15 000              | ●             | [ 230 ]         |        |        |        |
| Oceanía        |                        |                  |                     |               |                 |        |        |        |
| Australia      | ARIA                   | 5× Platino       | 350 000             | 5▲            | [ 259 ]         |        |        |        |
| Nueva Zelanda  | RMNZ                   | 2× Platino       | 30 000              | 2▲            | [ 255 ]         |        |        |        |

## Posicionamiento en listas

### Semanales
| País              | Lista (2013)                 | Mejor posición |        |        |        |        |        |        |
| África            | África                       | África         | África | África | África | África | África | África |
| ----------------- | ---------------------------- | -------------- | ------ | ------ | ------ | ------ | ------ | ------ |
| Sudáfrica         | South African Albums Chart   | 7              |        |        |        |        |        |        |
| América           |                              |                |        |        |        |        |        |        |
| Brasil            | Brazil Albums Chart          | 7              |        |        |        |        |        |        |
| Canadá            | Canadian Albums Chart        | 1              |        |        |        |        |        |        |
| Estados Unidos    | Billboard 200                | 1              |        |        |        |        |        |        |
| Estados Unidos    | Digital Albums               | 1              |        |        |        |        |        |        |
| México            | Mexican Albums Chart         | 2              |        |        |        |        |        |        |
| Asia              |                              |                |        |        |        |        |        |        |
| China             | Sino Chart                   | 3              |        |        |        |        |        |        |
| Corea del Sur     | Korean International Albums  | 21             |        |        |        |        |        |        |
| Japón             | Japan Albums                 | 5              |        |        |        |        |        |        |
| Rusia             | Russian Albums Chart         | 5              |        |        |        |        |        |        |
| Taiwán            | Taiwanese Albums Chart       | 1              |        |        |        |        |        |        |
| Europa            |                              |                |        |        |        |        |        |        |
| Alemania          | German Albums Chart          | 4              |        |        |        |        |        |        |
| Austria           | Austrian Albums Chart        | 3              |        |        |        |        |        |        |
| Bélgica (Flandes) | Ultratop 200 Albums          | 5              |        |        |        |        |        |        |
| Bélgica (Valonia) | Ultrapop 200 Albums          | 7              |        |        |        |        |        |        |
| Croacia           | Croatian Top 40 Albums Chart | 5              |        |        |        |        |        |        |
| Dinamarca         | Danish Albums Chart          | 4              |        |        |        |        |        |        |
| Escocia           | Scottish Albums Chart        | 1              |        |        |        |        |        |        |
| España            | Spanish Albums Chart         | 3              |        |        |        |        |        |        |
| Finlandia         | Finnish Albums Chart         | 15             |        |        |        |        |        |        |
| Francia           | French Albums Chart          | 4              |        |        |        |        |        |        |
| Grecia            | Greek Albums Chart           | 5              |        |        |        |        |        |        |
| Hungría           | Top 40 album- lista          | 10             |        |        |        |        |        |        |
| Irlanda           | Irish Albums Chart           | 1              |        |        |        |        |        |        |
| Italia            | Italian Albums Chart         | 5              |        |        |        |        |        |        |
| Noruega           | Norwegian Albums Chart       | 3              |        |        |        |        |        |        |
| Países Bajos      | Dutch Albums Top 100         | 4              |        |        |        |        |        |        |
| Polonia           | Polish Albums Chart          | 34             |        |        |        |        |        |        |
| Portugal          | Portuguese Albums Chart      | 10             |        |        |        |        |        |        |
| Reino Unido       | UK Albums Chart              | 1              |        |        |        |        |        |        |
| República Checa   | Čzech Albums Chart           | 11             |        |        |        |        |        |        |
| Suecia            | Swedish Albums Chart         | 3              |        |        |        |        |        |        |
| Suiza             | Swiss Albums Chart           | 2              |        |        |        |        |        |        |
| Oceanía           |                              |                |        |        |        |        |        |        |
| Australia         | Australian Albums Chart      | 1              |        |        |        |        |        |        |
| Nueva Zelanda     | New Zealand Albums Chart     | 1              |        |        |        |        |        |        |

### Sucesión en listas
| Predecesor: Triple J Like a Version 9 de Varios artistas | Australian Albums Chart — Álbum número uno 4 de noviembre de 2013 — 11 de noviembre de 2013  | Sucesor: The Marshall Mathers LP 2 de Eminem |
| Predecesor: Lightning Bolt de Pearl Jam                  | Billboard 200 — Álbum número uno 2 de noviembre de 2013 — 9 de noviembre de 2013             | Sucesor: Reflektor de Arcade Fire            |
| Predecesor: Lightning Bolt de Pearl Jam                  | Canadian Albums Chart — Álbum número uno 2 de noviembre de 2013 — 9 de noviembre de 2013     | Sucesor: Reflektor de Arcade Fire            |
| Predecesor: Lightning Bolt de Pearl Jam                  | Digital Albums — Álbum número uno 2 de noviembre de 2013 — 9 de noviembre de 2013            | Sucesor: Reflektor de Arcade Fire            |
| Predecesor: Lightning Bolt de Pearl Jam                  | Irish Albums Chart — Álbum número uno 24 de octubre de 2013 — 31 de octubre de 2013          | Sucesor: Reflektor de Arcade Fire            |
| Predecesor: Pure Heroine de Lorde                        | New Zealand Albums Chart — Álbum número uno 4 de noviembre de 2013 — 11 de noviembre de 2013 | Sucesor: The Marshall Mathers LP 2 de Eminem |
| Predecesor: Tribute de John Newman                       | Scottish Albums Chart — Álbum número uno 27 de octubre de 2013 — 3 de noviembre de 2013      | Sucesor: Reflektor de Arcade Fire            |
| Predecesor: Hot Sun de Kim Hyun Joong                    | Taiwanese Albums Chart — Álbum número uno 28 de octubre de 2013 — 3 de noviembre de 2013     | Sucesor: Thanks To de F.T. Island            |
| Predecesor: Tribute de John Newman                       | UK Albums Chart — Álbum número uno 27 de octubre de 2013 — 3 de noviembre de 2013            | Sucesor: Reflektor de Arcade Fire            |

### Anuales
| País              | Lista                    | Mejor posición |      |
| 2013              | 2013                     | 2013           | 2013 |
| ----------------- | ------------------------ | -------------- | ---- |
| Australia         | Australian Albums Chart  | 2              |      |
| Bélgica (Flandes) | Ultratop 200 Albums      | 101            |      |
| Bélgica (Valonia) | Ultratop 200 Albums      | 120            |      |
| Canadá            | Canadian Albums Chart    | 29             |      |
| Dinamarca         | Danish Albums Chart      | 82             |      |
| Estados Unidos    | Billboard 200            | 49             |      |
| Irlanda           | Irish Albums Chart       | 18             |      |
| Italia            | Italian Albums Chart     | 69             |      |
| México            | Mexican Albums Chart     | 43             |      |
| Nueva Zelanda     | New Zealand Albums Chart | 6              |      |
| Países Bajos      | Dutch Albums Chart       | 86             |      |
| Suecia            | Swedish Albums Chart     | 53             |      |
| Suiza             | Swiss Albums Chart       | 77             |      |
| Reino Unido       | UK Albums Chart          | 28             |      |
| 2014              |                          |                |      |
| Australia         | Australian Albums Chart  | 7              |      |
| Austria           | Austrian Albums Chart    | 73             |      |
| Canadá            | Canadian Albums Chart    | 5              |      |
| Estados Unidos    | Billboard 200            | 8              |      |
| Nueva Zelanda     | New Zealand Albums Chart | 10             |      |
| 2015              |                          |                |      |
| Estados Unidos    | Billboard 200            | 83             |      |

## Historial de lanzamientos
| País           | Fecha                  | Formato               | Discográfica    | Ref.          |
| -------------- | ---------------------- | --------------------- | --------------- | ------------- |
| Alemania       | 18 de octubre de 2013  | CD · descarga digital | Virgin EMI      | [ 120 ]       |
| Austria        | 18 de octubre de 2013  | CD · descarga digital | Virgin EMI      | [ 120 ]       |
| Eslovaquia     | 18 de octubre de 2013  | CD · descarga digital | Virgin EMI      | [ 120 ]       |
| Eslovenia      | 18 de octubre de 2013  | CD · descarga digital | Virgin EMI      | [ 120 ]       |
| Fiyi           | 18 de octubre de 2013  | CD · descarga digital | Virgin EMI      | [ 120 ]       |
| Finlandia      | 18 de octubre de 2013  | CD · descarga digital | Virgin EMI      | [ 120 ]       |
| Irlanda        | 18 de octubre de 2013  | CD · descarga digital | Virgin EMI      | [ 120 ]       |
| Italia         | 18 de octubre de 2013  | CD · descarga digital | Virgin EMI      | [ 120 ]       |
| Países Bajos   | 18 de octubre de 2013  | CD · descarga digital | Virgin EMI      | [ 120 ]       |
| Sudáfrica      | 18 de octubre de 2013  | CD · descarga digital | Virgin EMI      | [ 120 ]       |
| Suiza          | 18 de octubre de 2013  | CD · descarga digital | Virgin EMI      | [ 120 ]       |
| Australia      | 21 de octubre de 2013  | CD · descarga digital | Capitol         | [ 315 ]       |
| Francia        | 21 de octubre de 2013  | CD · descarga digital | Capitol         | [ 316 ]       |
| Nueva Zelanda  | 21 de octubre de 2013  | CD · descarga digital | Capitol         | [ 317 ]       |
| Reino Unido    | 21 de octubre de 2013  | CD · descarga digital | Virgin EMI      | [ 318 ]       |
| Suecia         | 21 de octubre de 2013  | CD · descarga digital | Capitol         | [ 319 ]       |
| Canadá         | 22 de octubre de 2013  | CD · descarga digital | Capitol         | [ 320 ]       |
| Estados Unidos | 22 de octubre de 2013  | CD · descarga digital | Capitol         | [ 321 ]       |
| México         | 22 de octubre de 2013  | CD · descarga digital | Capitol         | [ 63 ] [ 62 ] |
| Brasil         | 23 de octubre de 2013  | CD · descarga digital | Universal Music | [ 322 ]       |
| Japón          | 23 de octubre de 2013  | CD · descarga digital | Universal Music | [ 323 ]       |
| Reino Unido    | 9 de diciembre de 2013 | Disco de vinilo       | Virgin EMI      | [ 324 ]       |

## Créditos y personal
Créditos adaptados a las notas de la portada de Prism.
Locaciones
- Grabado en los estudios Apmamman, Estocolmo, Suecia; Conway Recording Studios, Hollywood, CA; Echo Studios, Los Ángeles, CA; Gottefar, Estocolmo, Suecia; Luke's In The Boo, Malibú, CA; MXM Studios, Estocolmo, Suecia; Playback Recording Studio, Santa Bárbara, CA; Roc The Mic Studios, Nueva York, NY; Rocket Carousel Studio, Los Ángeles, CA; Secret Garden Studios, Montecito, CA; Westlake Studios, Hollywood, CA.
- Mezclado en el Mixstar Studios, Virginia Beach, VA; Larrabee Sound Studios, Hollywood, CA.
- Masterizado en el estudio Sterling Soun, Nueva York, NY.

Personal
| - Klas Åhlund: compositor, productor y programación. - Adam Baptiste: compositor. - Cory Bice: asistente. - Tim Blacksmith: director. - Ron Blake: saxofón barítono. - Benny Blanco: instrumentación, programación y productor. - Delbert Bowers: asistente. - Jonatha Brooke: compositor y kalimba. - Capitol: compañía discográfica. - Peter Carlsson: ingeniero. - Cirkut: instrumentación, programación y productor. - Danny D.: director. - Sabina Ddumba: respaldo vocal. - Dr. Luke: compositor, sitar coralino, productor ejecutivo, instrumentación, programación y productor. - Mikkel Storleer Eriksen: compositor e ingeniero. - Eric Eylands: asistente. - Rachael Findlen: asistente. - Alex Foster: saxofón alto. - Mike Foster: ingeniero. - Justin Fox: asistente. - Sia Furler: compositora. - Chris Galland: asistente. - Earl Gardner: trompeta. - Chris Gehringer: masterización. - Serban Ghenea: mezcla. - Clint Gibbs: ingeniero. | - John Hanes: ingeniero y mezcla. - Tor Erik Hermansen: compositor. - Sam Holland: ingeniero. - Jordan Houston: compositor. - Sarah Theresa Hudson: compositora. - Michael Ilbert: ingeniero. - Ava James: vocales. - Juicy J: artista colaborador y vocales. - Aditya Kalyanpur: tabla. - Christian Karlsson: compositor, ingeniero, instrumentación, programación y productor. - Greg Kurstin: bajo, compositor, ingeniero, guitarra, teclados, programación y productor. - Ronobit Lahiri: sitar. - Elliott Lanam: asistente. - Camela Leierth: compositora. - Benjamin Levin: compositor. - Magnus Lidehäll: compositor, ingeniero, instrumentación y programación. - Andrew Luftman: coordinación de producción. - Ian MacGregor: ingeniero. - Manny Marroquin: mezcla. - Max Martin: compositor, productor ejecutivo, instrumentación, productor, programación y respaldo vocal. - John Mayer: compositor y guitarra. - Dan McCarroll: artistas y repertorio (A&R). - Ryan McGinley: fotografía. | - Bonnie McKee: compositora. - Mogollon: director artístico y diseño. - Dave O'Donnell: ingeniería en trompa - Alex Pasco: ingeniero. - Katy Perry: compositora, productora ejecutiva, artista principal, productora, vocales, respaldo vocal. - Lenny Pickett: arreglo de trompa y saxofón tenor. - Vincent Pontare: compositor, ingeniero, instrumentación y programación. - Irene Richter: coordinación de producción. - Emeli Sandé: compositora. - The Saturday Night Live Band: personal principal. - Chris Sclafani: asistente e ingeniero asistente. - Gingger Shankar: doble violín. - Jesse Shatkin: ingeniero. - StarGate: instrumentación, programación y productor. - Tensta Gospel Choir: respaldo vocal. - Steve Turre: pandereta. - Virgin EMI: compañía discográfica. - Henry Walter: compositor. - Greg Wells: compositor, tambores, piano, productor, programación y sintetizador. - Steven Wolf: tambores. - Scott «Yarmov» Yarmovsky: coordinación de producción. - Kenta Yonesaka: asistente. |